# جامعة نوفا الجنوبية الشرقية
جامعة نوفا الجنوبية الشرقية (NSU أو نوفا بشكل غير رسمي) هي جامعة بحثية خاصة يقع حرمها الجامعي الرئيسي في فورت لودرديل - ديفي، فلوريدا. تتكون الجامعة من 18 كلية ومراكز ومدارس تقدم أكثر من 150 برنامجًا للدراسة. تقدم الجامعة درجات مهنية في العلوم الاجتماعية، والقانون، والأعمال التجارية، وطب تقويم العظام، والطب الوباثي، والصحة المساعدة، والصيدلة، وطب الأسنان، وقياس البصر، والعلاج الطبيعي، والتعليم، والعلاج الوظيفي، والتمريض. اعتبارًا من عام 2019، تم تسجيل 20,576 طالبًا في جامعة نوفا الجنوبية الشرقية، مع أكثر من 170000 خريج. مع حرم جامعي رئيسي يقع على مساحة 314 فدانًا في ديفي، فلوريدا، تدير NSU حرمًا جامعيًا إضافيًا في Dania Beach وNorth Miami Beach وTampa و Florida والمراكز في جميع أنحاء ولاية فلوريدا.
تأسست الجامعة في عام 1964 باسم جامعة نوفا للتكنولوجيا المتقدمة في حقل إنزال بحري سابق بعيد تم بناؤه خلال الحرب العالمية الثانية  وقدمت أولاً شهادات عليا في العلوم الفيزيائية والاجتماعية. في عام 1994، اندمجت الجامعة مع جامعة ساوث إيسترن للعلوم الصحية واتخذت اسمها الحالي.
تم تصنيف NSU ضمن «R2: جامعات الدكتوراه - نشاط بحثي عالي»؛ كما تم تصنيفها على أنها جامعة «مشاركة مجتمعية» من قبل مؤسسة كارنيجي للنهوض بالتعليم. تم اعتماد الجامعة من قبل الرابطة الجنوبية للكليات والمدارس ولديها أيضًا العديد من الاعتمادات المتخصصة الإضافية لكلياتها وبرامجها. 

## تاريخ

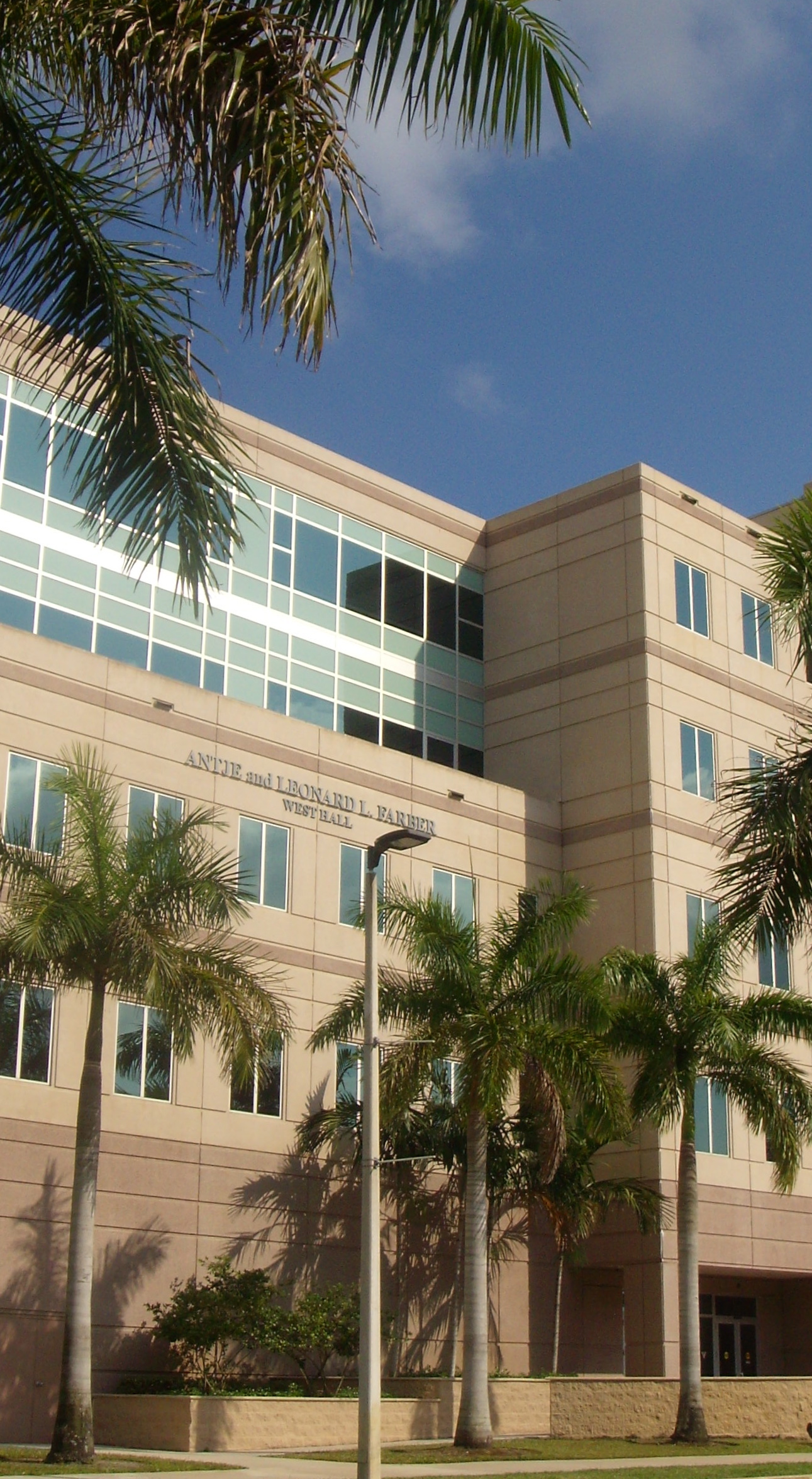
فاربر ويست هول

### الستينيات

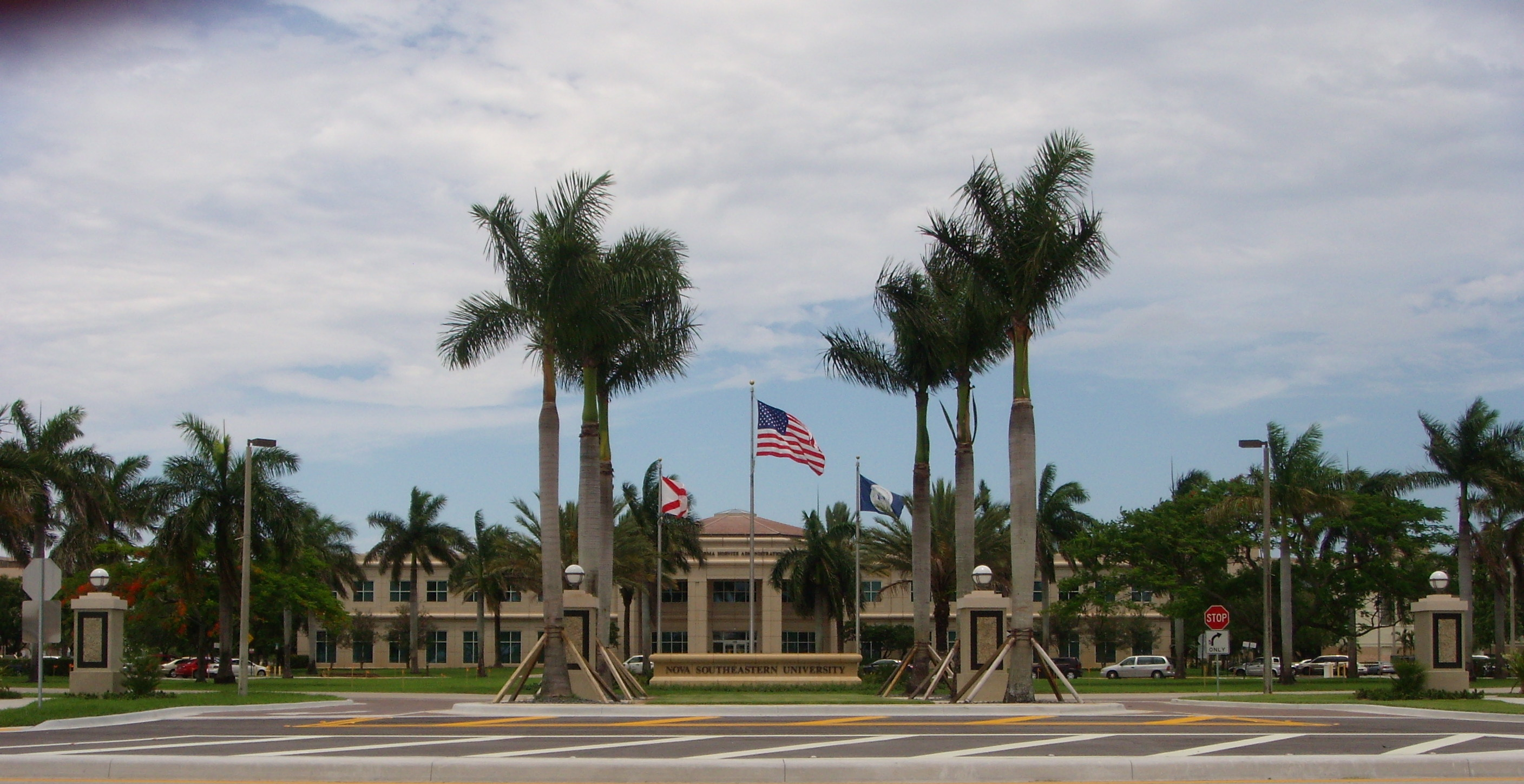
المدخل الرئيسي لـ NSU

الجامعة، التي كانت تسمى في الأصل جامعة نوفا للتكنولوجيا المتقدمة، استأجرتها ولاية فلوريدا في 4 ديسمبر 1964. يأتي الاسم من الموقع الذي أجريت فيه تجربة نوفا التعليمية، وهو مشروع تم تمويله جزئيًا من قبل مؤسسة فورد والحكومة الفيدرالية.   مع الفصل الافتتاحي المكون من 17 طالبًا،  افتتحت الجامعة كمدرسة عليا للعلوم الاجتماعية والفيزيائية.   كانت الجامعة في الأصل تقع في حرم جامعي في وسط مدينة فورت لودرديل لكنها انتقلت لاحقًا إلى حرمها الحالي في ديفي بولاية فلوريدا.  كان جزء من موقع هذا الحرم الجامعي سابقًا عبارة عن مطار تدريب بحري خلال الحرب العالمية الثانية، يُطلق عليه «حقل الهبوط البحري البعيدة عن فورمان».  لا تزال بقايا الممر المائي المحيط بالمطار موجودة على شكل طرق مستخدمة في الحرم الجامعي. بعد الحرب العالمية الثانية، التزمت الحكومة الفيدرالية تجاه عائلة فورمان، التي تم شراء الأرض منها، بأن الأرض ستستخدم فقط للأغراض التعليمية.  أدى ذلك إلى استخدام الأرض لإنشاء مركز جنوب فلوريدا التعليمي، والذي يتضمن جامعة نوفا الجنوبية الشرقية،  بالإضافة إلى كلية بروارد، وكلية ماكفاتر التقنية، وحرم جامعي تابع لجامعة فلوريدا أتلانتيك وجامعة فلوريدا.    

### السبعينيات

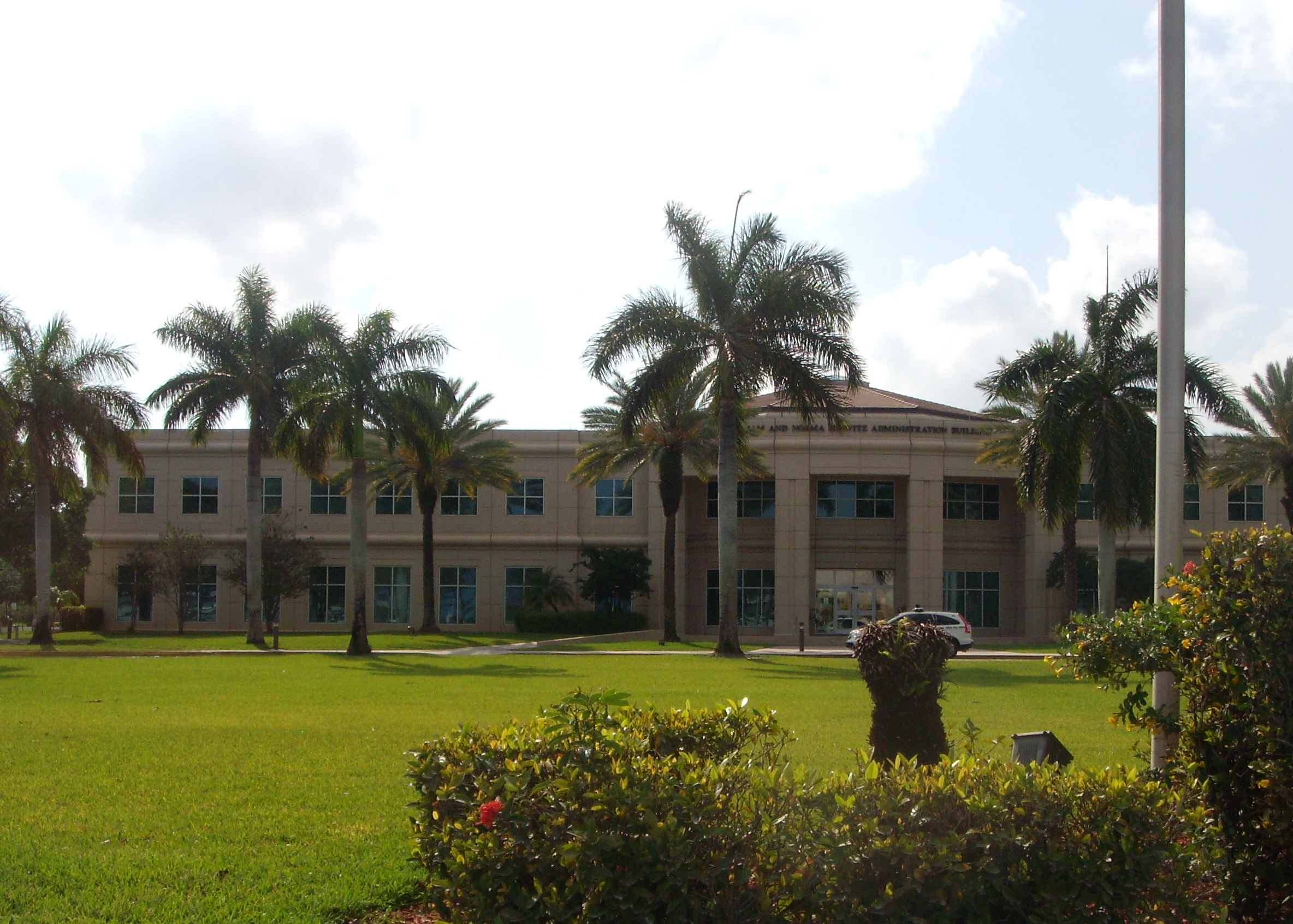
أمام مبنى هورفيتز

في 23 يونيو 1970، صوت مجلس الأمناء للدخول في اتحاد مع معهد نيويورك للتكنولوجيا (NYIT). أصبح رئيس جامعة نيويورك للتكنولوجيا، ألكساندر شور، الحاصل على درجة الدكتوراه، مستشارًا لجامعة نوفا،  وأصبح أبراهام إس فيشلر رئيسًا للجامعة. تم تعديل ميثاق الجامعة وإلغاء «التكنولوجيا المتقدمة» من اسم الشركة. في عام 1971، حصلت جامعة نوفا على الاعتماد من الرابطة الجنوبية للكليات والمدارس (SACS). 
في عام 1972، قدمت الجامعة أول دورة تعليمية خارج الحرم الجامعي. في عام 1974، افتتحت NSU كلية الحقوق،  بفصل افتتاحي مكون من 175 طالبًا.  تم تسمية كلية الحقوق على اسم أحد مؤسسي الجامعة، شيبرد برود. في نفس العام، بدأت الجامعة في تقديم دورات مسائية في الحرم الجامعي للطلاب الجامعيين، وغيرت اسمها إلى جامعة نوفا. في العام التالي، في عام 1975، تلقت كلية الحقوق موافقة من نقابة المحامين الأمريكية.

### الثمانينيات

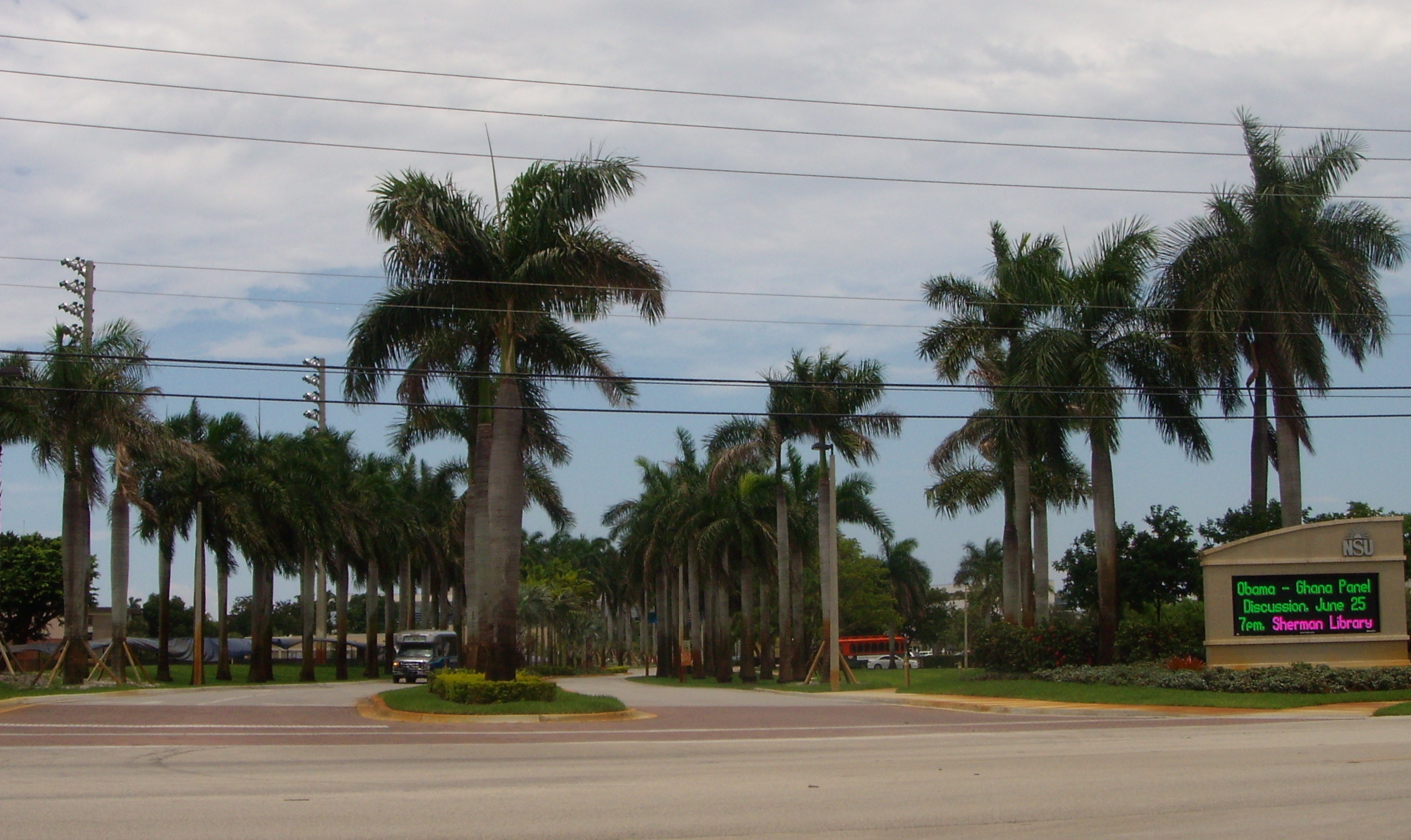
المدخل الجنوبي ل NSU

في أوائل الثمانينيات، تلقت الجامعة 16 دولارًا مليون هدية من Leo Goodwin Sr. Trust. في عام 1985، أنهت NSU تعاونها مع NYIT وبدأت في تقديم دروسها الأولى عبر الإنترنت. في عام 1989، بلغ عدد الطلاب المسجلين 8000 طالب، مع ما يقرب من 25000 خريج.
في عام 1981، خارج جامعة نوفا، أنشأت مجموعة من أطباء تقويم العظام، الراغبين في تعزيز التعليم الطبي في المنطقة، الكلية الجنوبية الشرقية لطب تقويم العظام في شمال ميامي بيتش. كانت هذه أول كلية طب تقويم العظام تأسست في جنوب شرق الولايات المتحدة.
أدى التوسع السريع على مدار العقد أيضًا إلى إضافة العديد من البرامج الجديدة في Southeastern College. تمت إضافة الصيدلة وقياس البصر، من بين برامج أخرى، إلى المدرسة. ثم أعادت المدرسة تسمية نفسها إلى جامعة ساوث إيسترن للعلوم الصحية. 

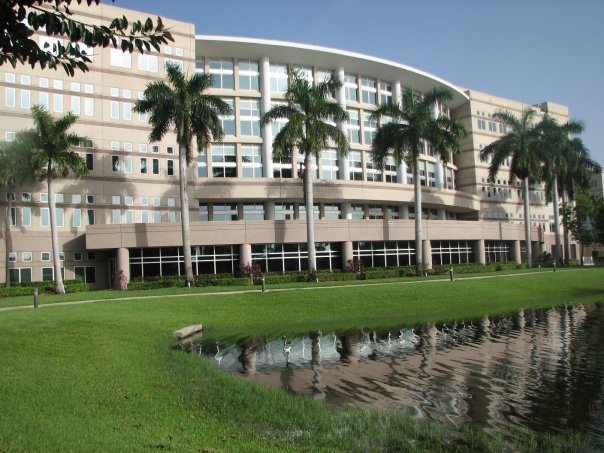
مورتون وجيرالدين تيري أتريوم

خلال التسعينيات، توسعت كل من جامعة نوفا وجامعة ساوث إيسترن بإضافة برنامج طب الأسنان وزيادة برامج التعليم عن بعد. في عام 1994، اندمجت جامعة نوفا مع جامعة ساوث إيسترن للعلوم الصحية لتشكيل جامعة نوفا الجنوبية الشرقية (NSU)، مضيفةً كليات طب تقويم العظام،  الصيدلة، وقياس البصر، والصحة المساعدة إلى الجامعة. بعد الدمج، تم نقل العديد من البرامج الصحية إلى موقعها الحالي في حرم ديفي. في عام 1993، افتتحت Miami Dolphins مركزًا للتدريب في الحرم الجامعي.

### 2000s
مبنى إدارة ويليام ونورما هورفيتز، مكون من طابقين 62,000 قدم مربع (5,800 م2) هيكل ما بعد الحداثة، وقد تم بناؤه بتكلفة 3 دولارات مليون،   الذي يضم مكتب الرئيس والعديد من الإدارات الإدارية الأخرى. في عام 2001، تم الانتهاء من إنشاء مكتبة ألفين شيرمان لمركز البحوث وتكنولوجيا المعلومات، وهي تعمل أيضًا كأكبر مرفق مكتبة عامة في ولاية فلوريدا. في عام 2004، تم افتتاح مبنى Carl DeSantis بتكلفة 33 مليون دولار، والذي يضم مدرسة H. Wayne Huizenga للأعمال وريادة الأعمال. تبلغ مساحة المبنى 261,000 قدم مربع (24,200 م2) ، منشأة من خمسة طوابق، وتكلفتها حوالي 33 دولارًا مليون. 
في عام 2006، 344,600 قدم مربع (32,010 م2) افتتاح المركز الجامعي الذي يضم ساحة تتسع لـ 5400 مقعد ومركز للياقة البدنية ومسرح للأداء ومعرض فني وقاعة طعام وصالة للطلاب.  تخدم خمس قاعات سكنية في الحرم الجامعي الرئيسي طلاب البكالوريوس والدراسات العليا والمهن الصحية وطلاب القانون، بسعة 720 طالبًا في حوالي 207,000 قدم مربع (19,200 م2) من مساحة المعيشة. في عام 2007، تم افتتاح قاعة سكنية تضم 501 سريرًا تسمى «العموم».
 
جذبت الجامعة اهتمامًا سلبيًا في عام 2006 عندما أنهت عقدًا مع مقاول من الباطن UNICCO بعد أن اختار أكثر من 350 من موظفيها، جميعهم تقريبًا من الأقليات، الانضمام إلى وحدة SEIU ؛ يتناقض عمل الجامعة مع ردود فعل إدارات جامعات جنوب فلوريدا الأخرى على تنظيم موظفي الحراسة.
في عام 2008، عقدت NSU ، بالشراكة مع المعهد الوطني للشعاب المرجانية والندوة الدولية للشعاب المرجانية، أكبر ندوة حول الشعاب المرجانية في العالم، والتي تضمنت ممثلين من 75 دولة مختلفة. في عام 2008، التحق متحف الفنون في فورت لودرديل بالجامعة. تأسس المتحف في الأصل عام 1986  ويقع في فورت لودرديل،  ويركز المتحف على الأعمال الفنية المعاصرة، وخاصة ثقافات جنوب فلوريدا وأمريكا اللاتينية. يقع متحف NSU للفنون في مبنى تبلغ مساحته 83000 قدم مربع، مع قاعة تتسع لـ 256 مقعدًا ومجموعة دائمة تضم أكثر من 7000 عمل.

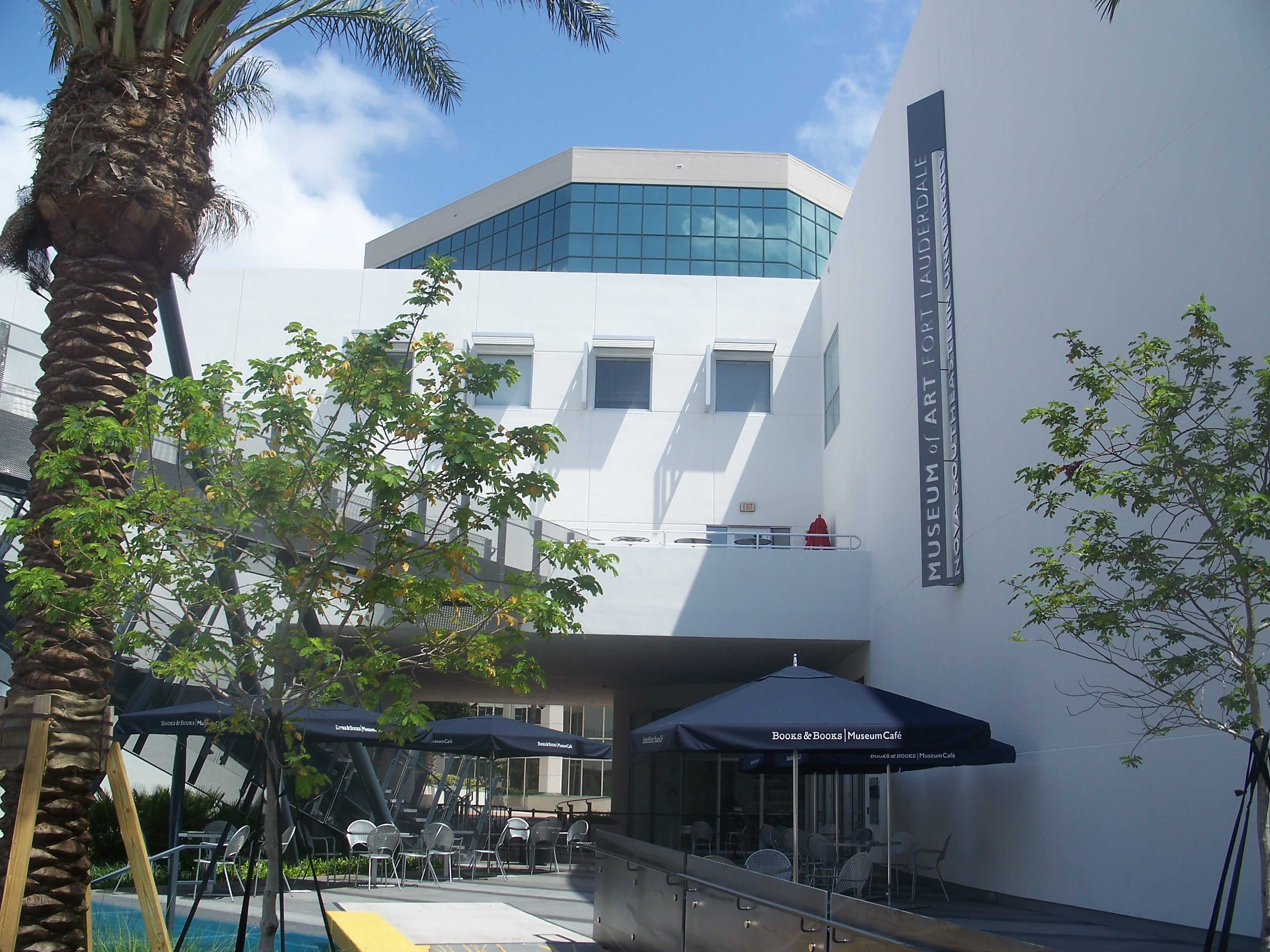
متحف الفن NSU

في عام 2014، افتتحت NSU حرمًا جامعيًا جديدًا في بورتوريكو،  مع برامج الماجستير والدكتوراه.  في أبريل 2015، أعلنت NSU عن إعادة هيكلة كبيرة لمدارسها وكلياتها، واعتماد إطار عمل لجميع الكليات، لتصبح سارية المفعول في يوليو التالي. تم إنشاء كليتين جديدتين: كلية الدكتور كيران سي باتيل للطب الوباثي وكلية فاركوهار الفخرية.  تألف الفصل الافتتاحي لكلية الطب من 53 طالبًا، وبدأت الدورات في 30 يوليو 2018. أصبحت الكلية رابع كلية الطب التقليدية (الوباثيك) في جنوب فلوريدا. 
في يناير 2018، افتتحت الجامعة NSU للكتابة من مركز بدء الكتابة والاتصال في مكتبة ألفين شيرمان في الحرم الجامعي الرئيسي في ديفي. يقدم المركز المساعدة في الكتابة والاتصال لجميع طلاب NSU كجزء من خطة تحسين الجودة بالجامعة، والتي تعد جزءًا من إعادة الاعتماد من خلال الرابطة الجنوبية للكليات والمدارس في الكليات.
بعد 50 دولارًا مليون تبرع من مؤسسة Dr Kiran C Patel ،  تم نقل حرم NSU في تامبا باي إلى كليرووتر. يضم الآن برنامج درجة DO الثاني، والذي قبل فئته الأولى في خريف 2019، إلى جانب العديد من برامج الصحة الحلفاء الإضافية. 

### 2020s
في عام 2020، أعلنت NSU عن إنشاء مركز Alan B. Levan NSU Broward للابتكار، والمقرر افتتاحه في يوليو 2021. 20 دولارًا مليون مركز سيحتل 54,000 قدم2 (5,000 م2) في الطابق الخامس من مكتبة ألفين شيرمان التابعة لجامعة ولاية نيو ساوث ويلز. في مارس 2020، تلقت NSU انتقادات لاستضافتها 150 زائرًا في الحرم الجامعي أثناء وباء COVID-19 ، على الرغم من الحالات المعروفة لـ COVID-19 المؤكدة في الحرم الجامعي في ذلك الوقت. قبل أسبوعين، تم تحديد ست حالات لأفراد سافروا إلى أيرلندا كجزء من رحلة تابعة للمدرسة.   في يوليو 2020، وجد مكتب برامج الامتثال للعقود الفيدرالية التابع لوزارة العمل الأمريكية أن أكثر من 80 امرأة يتعرضن لتفاوت في الأجور مقارنة بزملائهن الذكور؛  وافقت الجامعة على دفع 900 ألف دولار في الدفع المتأخر.

## الحرم الجامعي
تمتلك جامعة نوفا الجنوبية الشرقية حرمًا جامعيًا رئيسيًا يقع في ديفي، فلوريدا، مع العديد من الفروع الجامعية في جميع أنحاء الولاية، وواحد في بورتوريكو.

### حرم فورت لودرديل / ديفي الجامعي

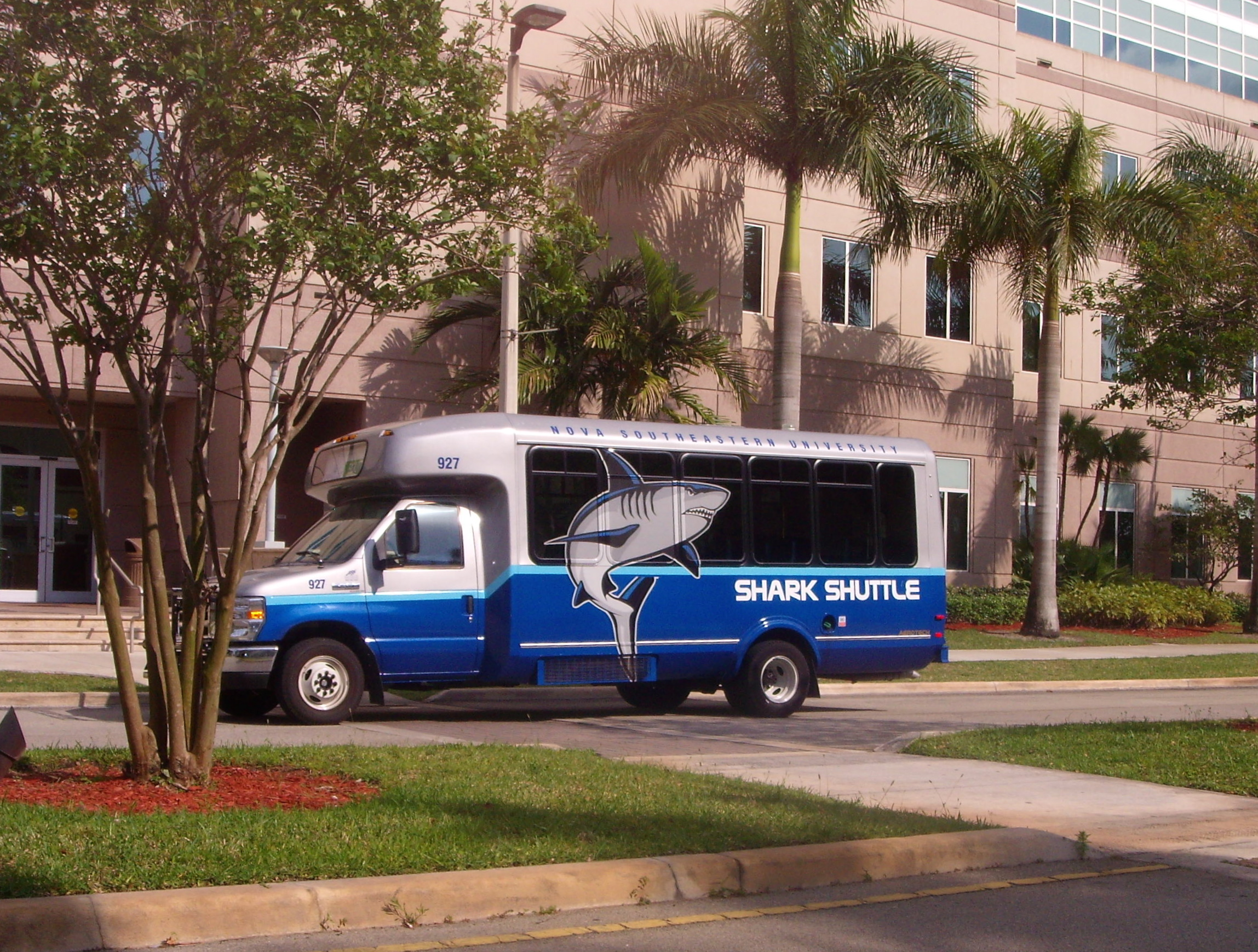
تقدم Shark Shuttle خدمات في كل من الحرم الجامعي وبين الحرم الجامعي.

يتكون الحرم الجامعي الرئيسي من 314 فدانًا ويقع في ديفي بولاية فلوريدا. يشمل الحرم الجامعي الرئيسي مكاتب إدارية ومرافق الفصول الدراسية ومرافق المكتبة (بما في ذلك مكتبة ألفين شيرمان) والعيادات الصحية وعيادات الصحة العقلية ومركز جامعة دون تافت وقاعات الإقامة والكافيتريات ومختبرات الكمبيوتر ومحل بيع الكتب والمرافق الرياضية ومرافق وقوف السيارات. تعد مكتبة ألفين شيرمان ومركز الأبحاث وتكنولوجيا المعلومات أكبر مبنى مكتبة في ولاية فلوريدا.  تم افتتاح المكتبة للجمهور في ديسمبر 2001، وتقدم ورش عمل حول مجموعة متنوعة من الموضوعات في كل فصل دراسي عبر الإنترنت وفي حرم NSU.  تعمل كلية هالموس للعلوم الطبيعية وعلوم المحيطات في كل من الحرم الجامعي الرئيسي والحرم الجامعي الإضافي عند مدخل ميناء إيفرجليدز.
الحرم الجامعي هو موطن لكل من كلية طب تقويم العظام، والتي تمنح درجة دكتور في طب تقويم العظام (DO)، وكلية الطب الوباثي، التي تمنح درجة دكتور في الطب (MD). وهذا يجعل من نوفا ساوث إيسترن أول مؤسسة في الجنوب الشرقي تمنح درجات الطب في الطب والجراحة.
في عام 2016، افتتح البحث التعاوني في منشأة بمساحة 215000 قدم مربع. في عام 2018، بدأ البناء في مسكن جامعي يتألف من 500-600 وحدة مع هيكل إضافي لوقوف السيارات في الحرم الجامعي. تقع كلية علم النفس وكلية الآداب والعلوم الإنسانية والاجتماعية في مبنى Maltz في حرم Davie.

#### مدرسة جامعة NSU
يستضيف الحرم الجامعي الرئيسي مدرسة جامعة NSU. المدرسة الجامعية هي مدرسة إعدادية جامعية معتمدة ومستقلة بالكامل تخدم الصفوف من مرحلة ما قبل الروضة حتى الصف 12، وتقع في حرم ديفي. يتم تنظيم هذه المدرسة، التي يشار إليها غالبًا باسم «المدرسة الجامعية» فقط، في ثلاثة أقسام أكاديمية: المدارس الدنيا والمتوسطة والثانوية. هذه تمثل، على التوالي، أقسام المدارس الابتدائية والمتوسطة والثانوية داخل المدرسة. 

### حرم دانيا بيتش
يقع حرم Dania Beach على مساحة 10 فدان في متنزه Dr. Von D. Mizell-Eula Johnson State ويضم مركز علوم المحيطات . يضم حرم شاطئ دانيا مركز التميز لأبحاث النظم البيئية للشعاب المرجانية. اكتمل في عام 2012 بتكلفة 50 دولارًا أمريكيًا مليون، والمركز هو أكبر منشأة بحثية مخصصة لدراسة الشعاب المرجانية في الولايات المتحدة.

### حرم شمال ميامي بيتش

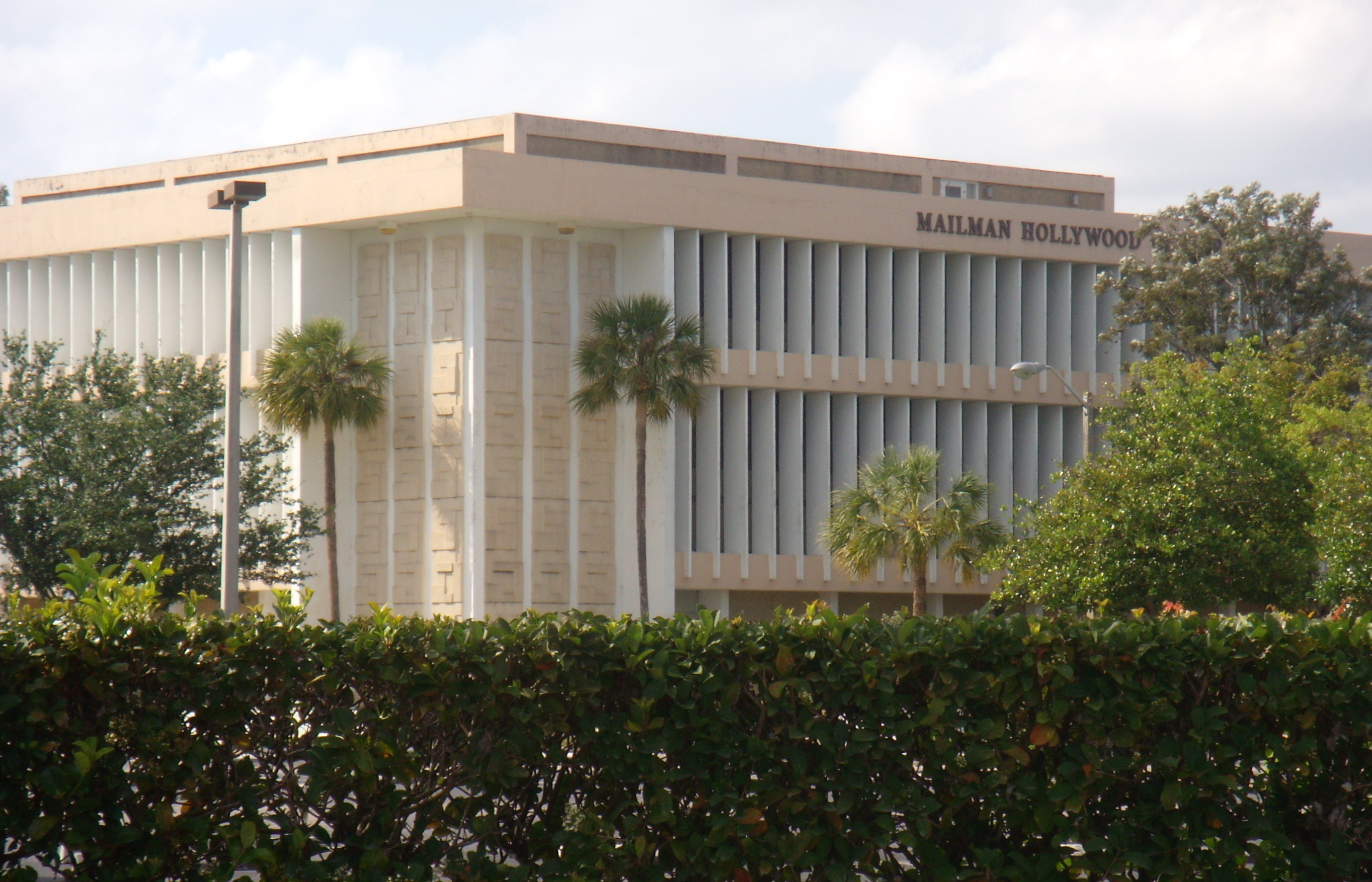
ميلمان - مبنى هوليوود

يقع حرم North Miami Beach ، المعروف أيضًا باسم الحرم الجنوبي، على 18 أكر (7.3 ها) ويعمل كموقع رئيسي لكلية أبراهام إس فيشلر للتربية.  تم تسمية كلية التربية على اسم Abraham S. Fischler ، الذي شغل منصب الرئيس الثاني لجامعة Nova (قبل الاندماج مع جامعة Southeastern). انتقلت عيادة طب الأسنان لذوي الاحتياجات الخاصة إلى حرم شمال ميامي بيتش في عام 2013.

### حرم تامبا باي الإقليمي
الحرم الجامعي الإقليمي في تامبا باي عبارة عن حرم جامعي بمساحة 27 فدانًا تبلغ مساحته 325000 قدم مربع يقع في كليرووتر بولاية فلوريدا. بدأ البناء في مارس 2018 واكتمل في أغسطس 2019. الدكاترة. التزمت مؤسسة عائلة كيران وبالافي باتيل بمبلغ 200 دولار مليون تبرع لدعم تطوير الحرم الجامعي. كان الحرم الجامعي الإقليمي السابق في تامبا باي يقع سابقًا في براندون بولاية فلوريدا . سيتم تسجيل ما يقرب من 1200 طالب في الفصول خلال فصل خريف 2019. أعربت الجامعة عن خططها لتقديم برامج إضافية في حرم تامبا باي، بما في ذلك طب تقويم العظام، ومساعد طبيب التخدير، والعلاج الوظيفي، والعلاج الطبيعي، والتمريض.

### مراكز تعليم الطلاب
تدير نوفا ساوث إيسترن مراكز تعليم طلابية وحرم جامعية تابعة لها في فورت مايرز وجاكسونفيل وكيندال وميرامار وأورلاندو وبالم بيتش جاردنز وتامبا وبورتوريكو. توفر هذه المراكز مختبرات كمبيوتر ومعدات مؤتمرات الفيديو وموارد أخرى للطلاب عن بعد، الذين لا يتواجدون بالقرب من الحرم الجامعي الرئيسي.

## أكاديميون

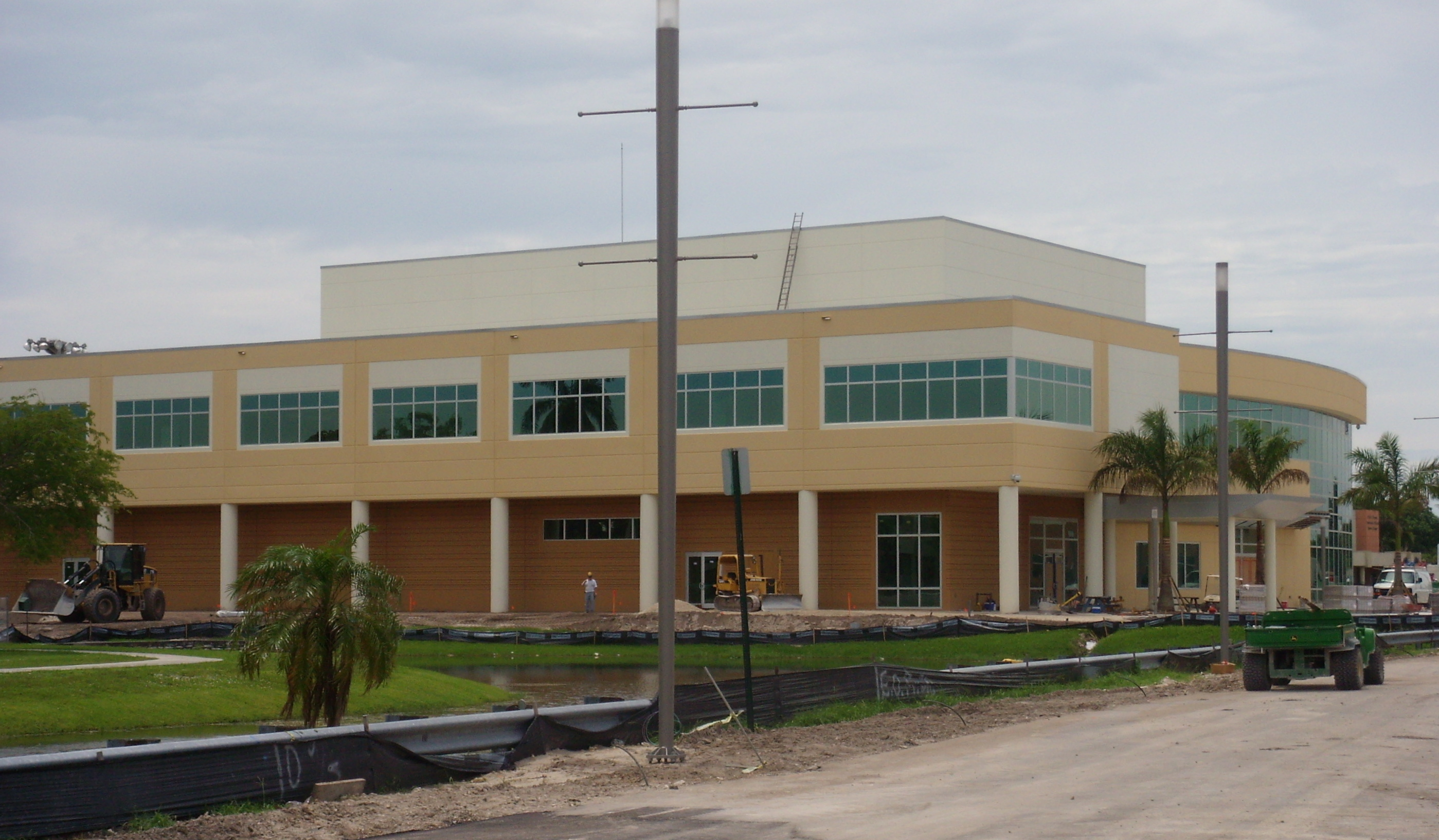
مبنى كلية الفنون بالجامعة

من خلال كلياتها 15،  وتمنح الجامعة الزميلة، البكالوريوس، الماجستير، الدكتوراه، ودرجة المهنية. تقدم الجامعة 33 درجة على مستوى الدكتوراه وتقدم درجات الماجستير في 52 مادة. يتم تقديم حوالي 175 برنامجًا دراسيًا، مع أكثر من 250 تخصصًا.  تشمل البرامج الإضافية للدراسة الهندسة والحوسبة والفنون والعلوم الإنسانية والاجتماعية . يتم تقديم عدة درجات عبر الإنترنت (التعليم عن بعد).
تحتفظ NSU بقسم للمهن الصحية، يتألف حاليًا من ثماني كليات، بما في ذلك اثنتان من كليتي الطب المعتمدين. تدير كلية طب تقويم العظام مركز الإرهاب البيولوجي والتأهب لجميع الأخطار (CBAP)، وهو واحد من ستة مراكز تدريب في الولايات المتحدة تمولها إدارة الموارد والخدمات الصحية. من خلال الكليات المعنية، يتم تقديم تدريب الإقامة في الطب وطب الأسنان وقياس البصر.

### المعاهد والمراكز
بالإضافة إلى كلياتها، يوجد في NSU العديد من المراكز والمعاهد الأخرى. تقدم NSU برامج للعائلات حول الأبوة والأمومة والتعليم قبل المدرسي والتعليم الابتدائي والثانوي، والتي يتم توفيرها من خلال معهد Mailman Segal لدراسات الطفولة المبكرة. يقع معهد الطب المناعي العصبي في الحرم الجامعي الرئيسي في فورت. لودرديل وحرم كيندال. يهدف هذا المركز إلى تطوير علم العلاج للأفراد المصابين بأمراض الالتهابات العصبية من خلال تكامل التعليم والبحث ورعاية المرضى.

### الاعتماد الاكاديمي
| تصنيفات البرنامج الوطني          | تصنيفات البرنامج الوطني                                              |
| برنامج                           | تصنيف                                                                |
| -------------------------------- | -------------------------------------------------------------------- |
| السمع                            | 60                                                                   |
| علم النفس السريري                | 167                                                                  |
| علوم الكمبيوتر                   | 186                                                                  |
| تعليم                            | 196-255                                                              |
| قانون                            | 148-194                                                              |
| القانون: دوام جزئي               | 49                                                                   |
| الطب: الرعاية الأولية            | 94-122 (هل) غير مصنف (MD)                                            |
| الطب: البحث                      | 94-122 (هل) غير مصنف (MD)                                            |
| التمريض: ماجستير                 | 179-236                                                              |
| التمريض: دكتور في ممارسة التمريض | غير مصنف                                                             |
| علاج بالممارسة                   | 42 (فورت لودرديل ديفي) 68 (تامبا كليرووتر)                           |
| مقابل                            | 79                                                                   |
| علاج بدني                        | 102                                                                  |
| مساعد الطبيب                     | 74 (فورت لودرديل ديفي) 93 (فورت مايرز) 93 (أورلاندو) 108 (جاكسونفيل) |
| علم النفس                        | 211                                                                  |
| الشؤون العامة                    | 243                                                                  |
| الصحة العامة                     | 127                                                                  |
| علم أمراض النطق واللغة           | 213                                                                  |

تم اعتماد الجامعة من قبل الرابطة الجنوبية للكليات والمدارس ولديها أيضًا العديد من الاعتمادات المتخصصة الإضافية لكلياتها وبرامجها.  تم اعتماد مركز الدراسات النفسية من قبل جمعية علم النفس الأمريكية ومعترف به من قبل وزارة التعليم في فلوريدا.   تم اعتماد مدرسة جامعة NSU من قبل AdvancED  ومعترف بها من قبل مجلس روضة الأطفال في فلوريدا ومجلس فلوريدا للمدارس المستقلة. حصلت كلية الطب الوباثي على الاعتماد الأولي من قبل لجنة الاتصال للتعليم الطبي (LCME) في 10 أكتوبر 2017، لتصبح كلية الطب الثامنة التي تمنح درجة دكتوراه في الطب في فلوريدا. تم اعتماد كلية إدارة الأعمال من قبل الجمعية الدولية لتعليم إدارة الأعمال الجماعية .
الترتيب
تم تصنيف NSU من قبل Washington Monthly كأفضل 391 جامعة وطنية. في عام 2015، تم تصنيف NSU من قبل The Economist في 290 كلية من أصل 1,275 كلية بناءً على دخل الخريجين، مقارنةً بالدخل المتوقع.  في عام 2015، تم تصنيف NSU في المرتبة التاسعة من حيث التنوع من قبل US News & World Report. في عام 2016، تم اختيار NSU كواحدة من 20 جامعة عالمية من قبل Times Higher Education و World University والتي يمكن أن تتحدى النخبة وتصبح جامعة ذات شهرة عالمية بحلول عام 2030. في عام 2019، احتلت NSU المرتبة 22 من حيث عدد درجات الدكتوراه المهنية الممنوحة للأقليات في الولايات المتحدة. في عامي 2000 و 2014، احتلت جامعة نوفا ساوث إيسترن المرتبة الثالثة من حيث إجمالي عبء الديون بين طلابها.

## الحياة الطلابية
|                             | تلاميذ |
| --------------------------- | ------ |
| آسيا                        | 11٪    |
| أسود / أمريكي من أصل أفريقي | 14٪    |
| اسباني / لاتيني             | 36٪    |
| اثنان أو أكثر               | 3٪     |
| أبيض / غير اسباني           | 27٪    |
| مجهول                       | 4٪     |
| أجنبي غير مقيم              | 5٪     |

في خريف 2019، كان 20,576 طالبًا يدرسون في جامعة نوفا الجنوبية الشرقية، بما في ذلك الطلاب الجامعيين وطلاب الدراسات العليا والبرامج المهنية. حوالي 71٪ من طلاب المرحلة الجامعية من الإناث و 29٪ من الذكور. يبلغ متوسط عمر الطالب 22 عامًا، و 25٪ من خارج الولاية، بينما الـ 75٪ المتبقية من الطلاب هم من فلوريدا. حوالي 36 ٪ من الطلاب هم من أصل إسباني / لاتيني، و 27 ٪ من البيض / غير اللاتينيين، و 14 ٪ من السود / الأمريكيين من أصل أفريقي، و 11 ٪ من الآسيويين، و 3 ٪ من العرقين / الإثنيات أو أكثر، و 4 ٪ من الطلاب عرق غير معروف. يحضر حوالي 49٪ من الطلاب دروسًا في حرم ديفي الجامعي، بينما يحضر 30٪ الفصول الدراسية في حرم جامعي آخر و 21٪ يأخذون الدورات عبر الإنترنت. يمثل حرم North Miami Beach Campus حوالي 5 ٪ من الطلاب.
الجامعة مؤسسة مخصصة لخدمة ذوي الأصول الأسبانية، وهي عبارة عن برنامج منح اتحادي للمؤسسات التي يكون عدد طلابها على الأقل 25٪ من أصل لاتيني / لاتيني.

### المنظمات
يوجد أكثر من 100 نادي ومنظمة في الحرم الجامعي للطلاب. هناك ما مجموعه 20 اتحادًا حكوميًا طلابيًا تشكل PanSGA مع إضافة كلية الطب الوباثي. تعتبر رابطة الطلاب الجامعيين الحكومية في نوفا ساوث إيسترن هي المنظمة الأساسية لحكومة هيئة الطلاب الجامعيين. يشارك حوالي 9-10٪ من الطلاب في نظام الحياة اليونانية من خلال أخوية أو نادي نسائي. هناك ما مجموعه خمس أخويات في الحرم الجامعي وست جمعيات نسائية في الحرم الجامعي.
يتم نشر صحيفة المدرسة التي يديرها الطلاب، <i id="mwAoo">The Current ، أسبوعياً.</i>  هناك أيضًا محطة إذاعية ترعاها المدرسة ويديرها الطلاب تسمى "WNSU Radio X"، والتي تبث في المساء وعطلات نهاية الأسبوع على 88.5 FM WKPX ، وهي محطة مملوكة من قبل مدارس مقاطعة بروارد العامة . راديو X هو محطة إذاعية يديرها الطلاب تأسست عام 1990  وبدأت البث عبر WKPX في عام 1998. تلفزيون Sharks United Television (SUTV) هو منفذ إعلامي يديره الطلاب في NSU.

### الإسكان
| قاعات سكن NSU         | بنيت عام  | تلاميذ |
| --------------------- | --------- | ------ |
| الشائع                | 2007      | 501    |
| مركز الحياة الثقافية  | 1984      | 125    |
| قاعة فاركوهار         | غير متوفر | 55     |
| قاعة المؤسسين         | غير متوفر | 55     |
| ليو جودوين ، الأب هول | 1992      | 292    |
| قاعة ماكو             | 2019      | 606    |
| شقق رولينج هيلز       | 2008      | 373    |
| قاعة فيتيل            | غير متوفر | 55     |
| المجموع               | -         | 2,135  |

يعيش حوالي 26٪ من طلاب NSU في مساكن مملوكة أو مُدارة بالجامعة. أحدث قاعة سكنية هي شقق رولينج هيلز ، والتي تم افتتاحها في عام 2008.  شقق رولينج هيلز عبارة عن قاعة إقامة تم تجديدها كانت في الأصل «منتجع بيست ويسترن رولينج هيلز». هذه القاعة مخصصة لطلاب الدراسات العليا والدكتوراه. أقدم مساكن الطلبة ، Farquhar ، Founders ، و Vettel ، تضم كل منها 55 طالبًا  وتم تسميتها في عام 1975 لمؤسسي جامعة نوفا. في أغسطس 2019، تم افتتاح Mako Hall الذي يضم أماكن إقامة على طراز الشقق مع مطبخ فردي وغرفة نوم وحمام في الحرم الجامعي.

### ألعاب القوى

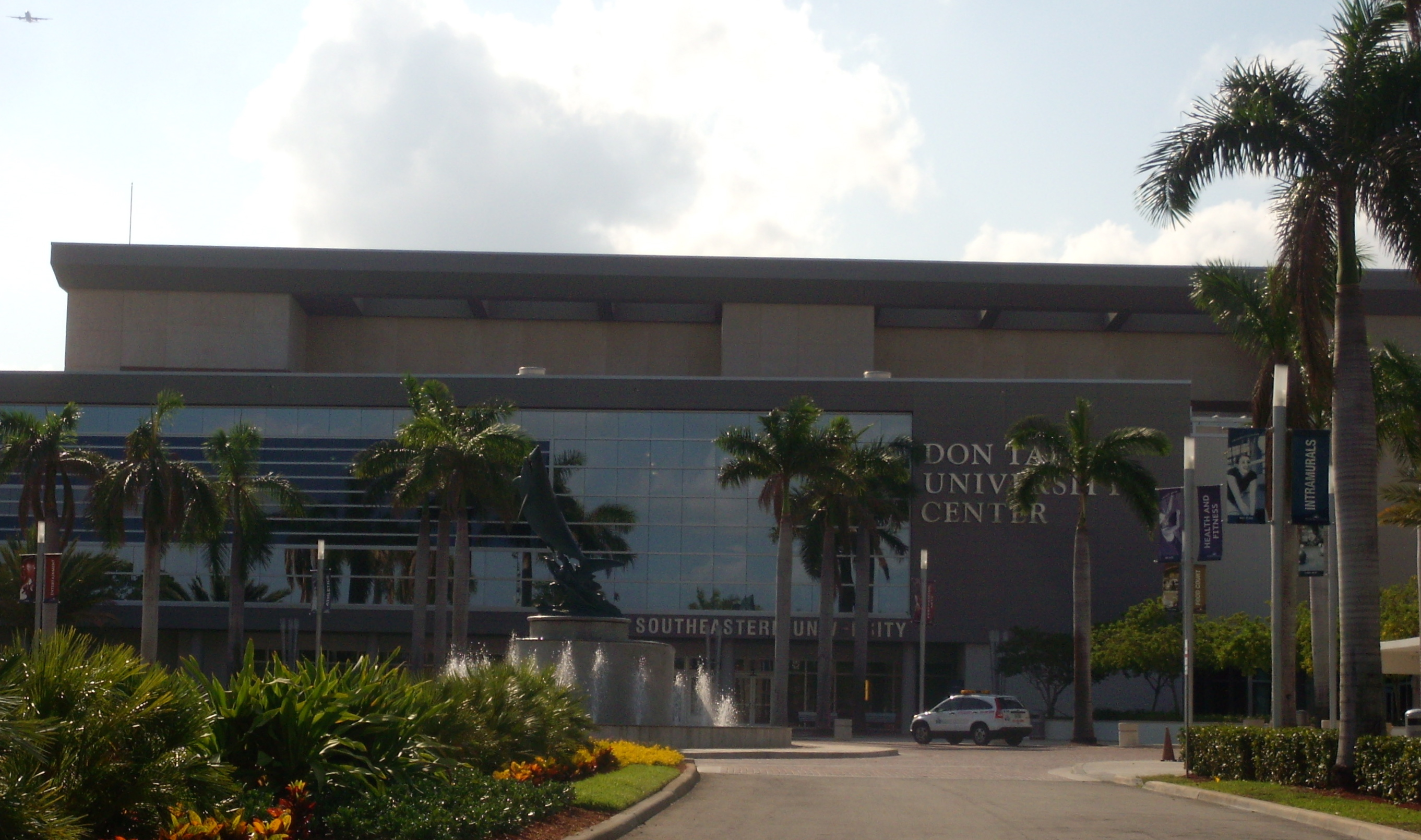
مركز جامعة دون تافت

تتنافس أسماك القرش NSU في القسم الثاني من الرابطة الوطنية لألعاب القوى الجماعية (NCAA) كأعضاء في مؤتمر ولاية الشمس المشرقة.  تقدم جامعة نوفا الجنوبية الشرقية 17 برنامجًا رياضيًا بين الكليات تتكون من عشر فرق سيدات وسبعة رجال. تشمل الرياضات النسائية كرة السلة ، اختراق الضاحية، الجولف، التجديف، كرة القدم، الكرة اللينة، السباحة والغوص، التنس ، المضمار، والكرة الطائرة. تشمل الرياضات الرجالية البيسبول وكرة السلة والجولف وكرة القدم والسباحة والمسار والميدان.
منذ انضمامها إلى NCAA في عام 2002،  أنتجت NSU Sharks العديد من اختيارات NCAA All-Region و NCAA All-American ، وتم تصنيفها على المستوى الوطني في العديد من الألعاب الرياضية. فازت NSU Sharks بأربع بطولات متتالية في لعبة غولف السيدات من 2009 إلى 2012. في عام 2016، ولأول مرة في تاريخ المدرسة ، فاز فريق NSU للبيسبول ببطولة دوري الدرجة الثانية الوطنية.  
تقام العديد من الأحداث الرياضية في NSU في University Center Arena . في عام 2005، صوت الطلاب لتميمة المدرسة الجديدة ، واختارت الهيئة الطلابية أسماك القرش. كانت الفرق الرياضية في NSU تُعرف سابقًا باسم الفرسان.

### سلسلة الطلاب
تم إنشاء العديد من المشاريع التي تتيح للطلاب الاستماع طوعًا إلى المتحدثين الذين يتم إحضارهم من خارج الحرم الجامعي. تستضيف كلية فاركوهار الفخرية سلسلة المتحدثين المتميزين ، والتي تجلب الخبراء والأشخاص البارزين من مختلف المجالات إلى الحرم الجامعي. كان المتحدثون السابقون هم سلمان رشدي، رئيس الوزراء إيهود باراك، سبايك لي، مازيار بهاري، بوب وودوارد، إيلي ويزل، بول بريمر، دكتور جاك كيفوركيان، ديزموند توتو، وتنزين جياتسو ، الدالاي لاما الرابع عشر. 
تجلب سلسلة Life 101 قادة من الأعمال والترفيه والسياسة وألعاب القوى إلى جامعة نوفا ساوث إيسترن لمشاركة إنجازاتهم في الحياة و «دروس الحياة» المستفادة. كان من بين المتحدثين السابقين دواين جونسون، واين هويزنجا ، وفانيسا إل ويليامز، ودان أبرامز، وجيسون تايلور، ومايكل فيلبس، وجيمس إيرل جونز، وأليسا ميلانو.

## خريج متميز
أنتجت NSU أكثر من 170000 خريج ، يعيشون في جميع الولايات الأمريكية الخمسين وأكثر من 116 دولة حول العالم. يعمل الخريجون في مجالات مختلفة ، بما في ذلك الأوساط الأكاديمية والحكومية والبحثية والرياضية الاحترافية. من بين الخريجين البارزين لاعبة البيسبول الرئيسية جيه دي مارتينيز  من بوسطن ريد سوكس، إيزابيل سان مالو ، نائبة رئيس بنما السابقة ،  مارلين ميلمان سيغال ، عالمة نفس الأطفال البارزة ، آيفي دومون ، أول امرأة تشغل منصب الحاكم العام لجمهورية بنما. جزر البهاما ، تايلر سيميت ، طبيب باطني، كاثي أيرو ، مؤلف وصحفي ، سومي علي، ممثلة وناشطة بوليوود سابقة ، جيشا ويليامز ، الرئيس التنفيذي السابق لشركة PG&amp;E ، كريستين لوفيفر ، محامية ومتنافس في برنامج The Apprentice ، سكوت دبليو روثستين ، المحامي ، سيرا ماداد وخبير الأوبئة والسيطرة على الأمراض المعدية ، والدكتور ويل كيربي طبيب الأمراض الجلدية والشخصية التلفزيونية. 

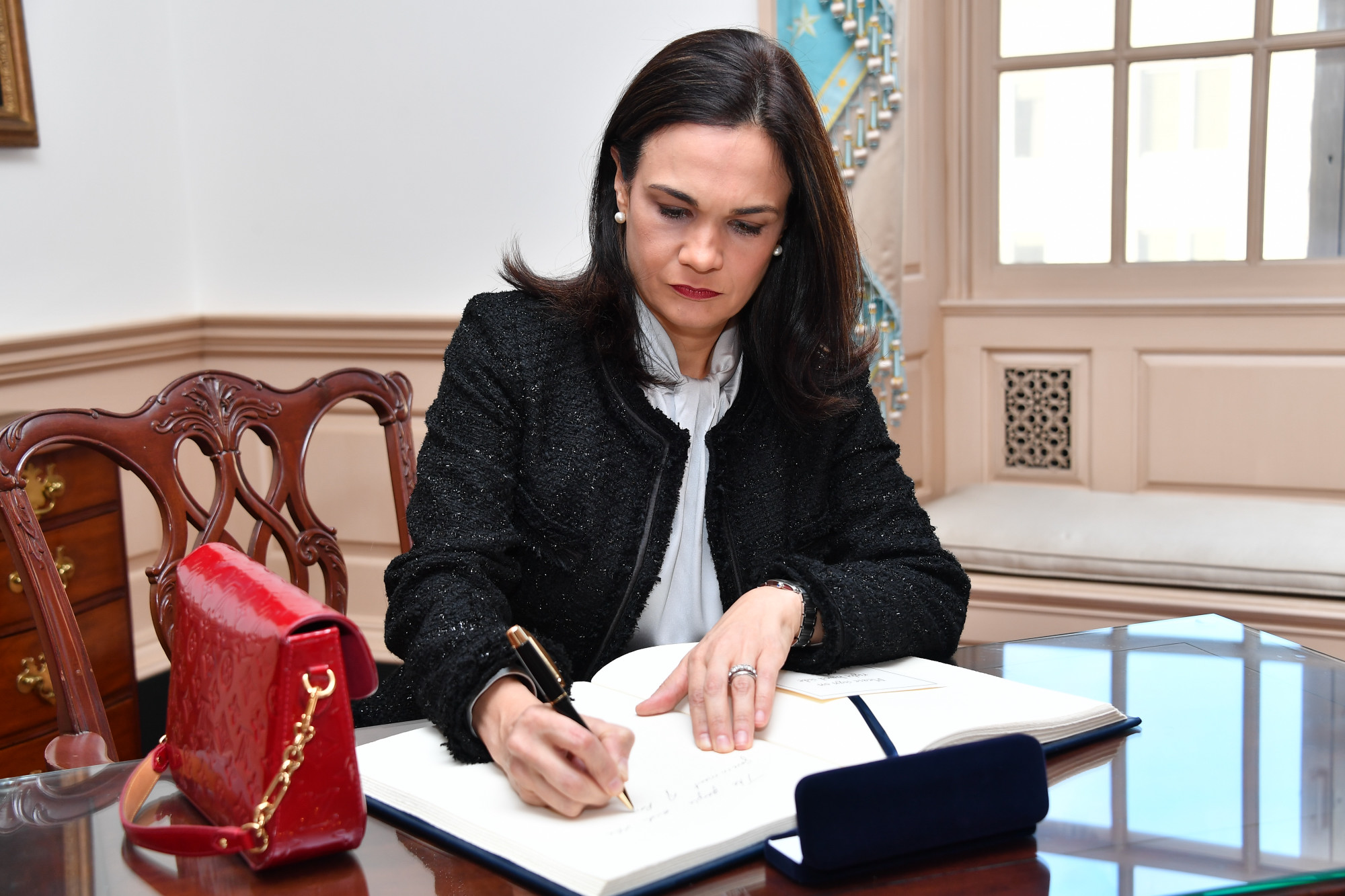
إيزابيل سان مالو [الإنجليزية] ، نائبة رئيس بنما السابقة
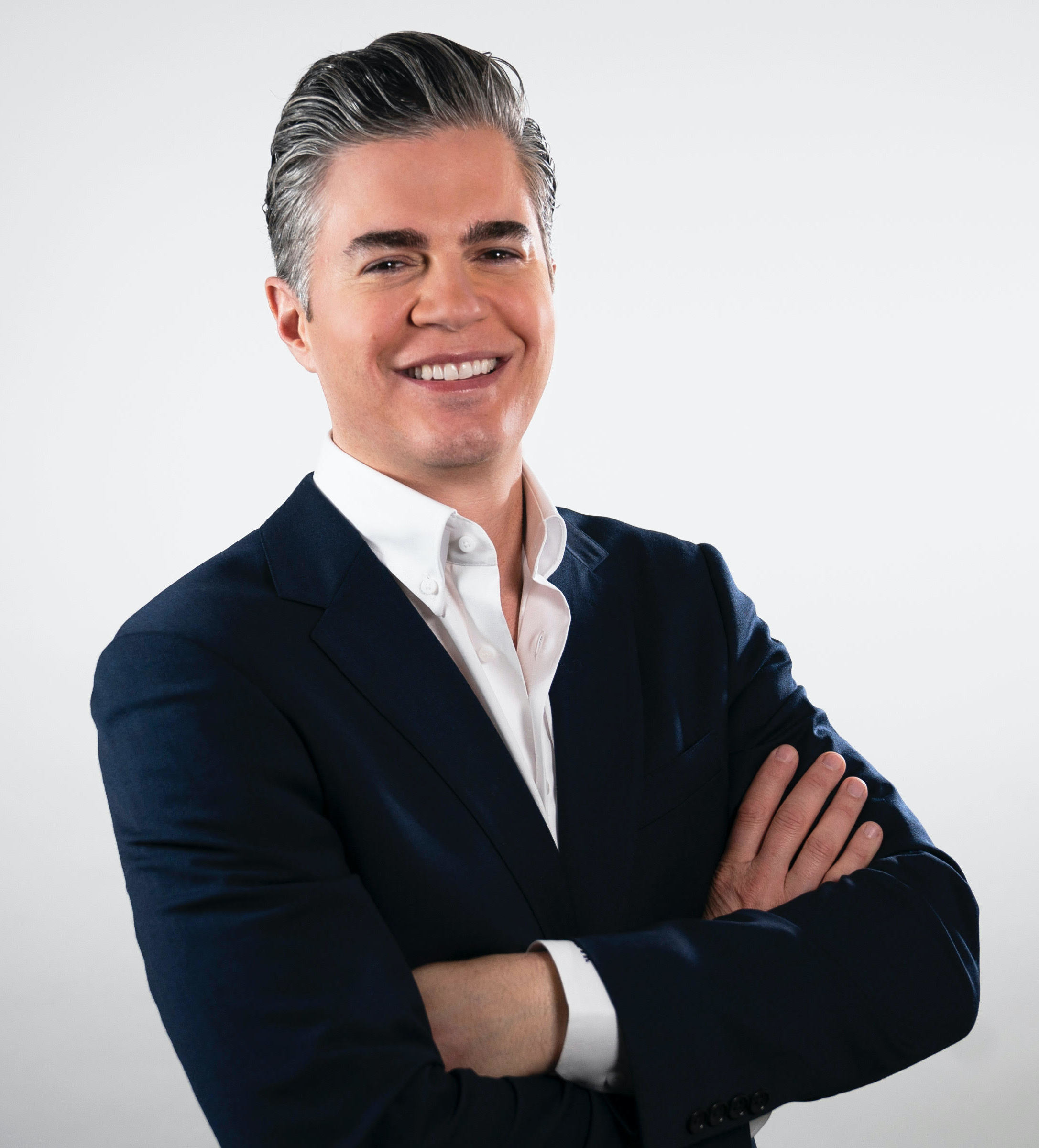
ويل كيربي ، طبيب الأمراض الجلدية ، الحائز على جائزة الأخ الأكبر 2
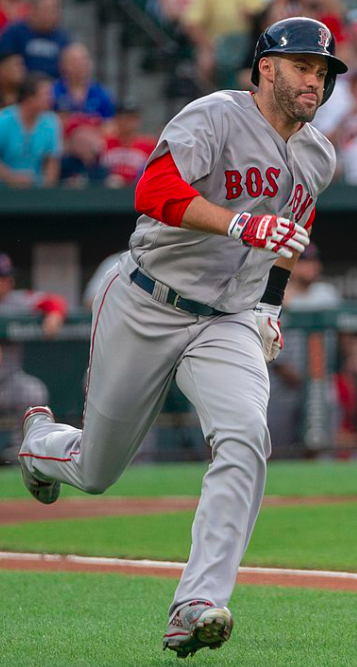
جي دي مارتينيز  [لغات أخرى]‏ ، لاعب بيسبول
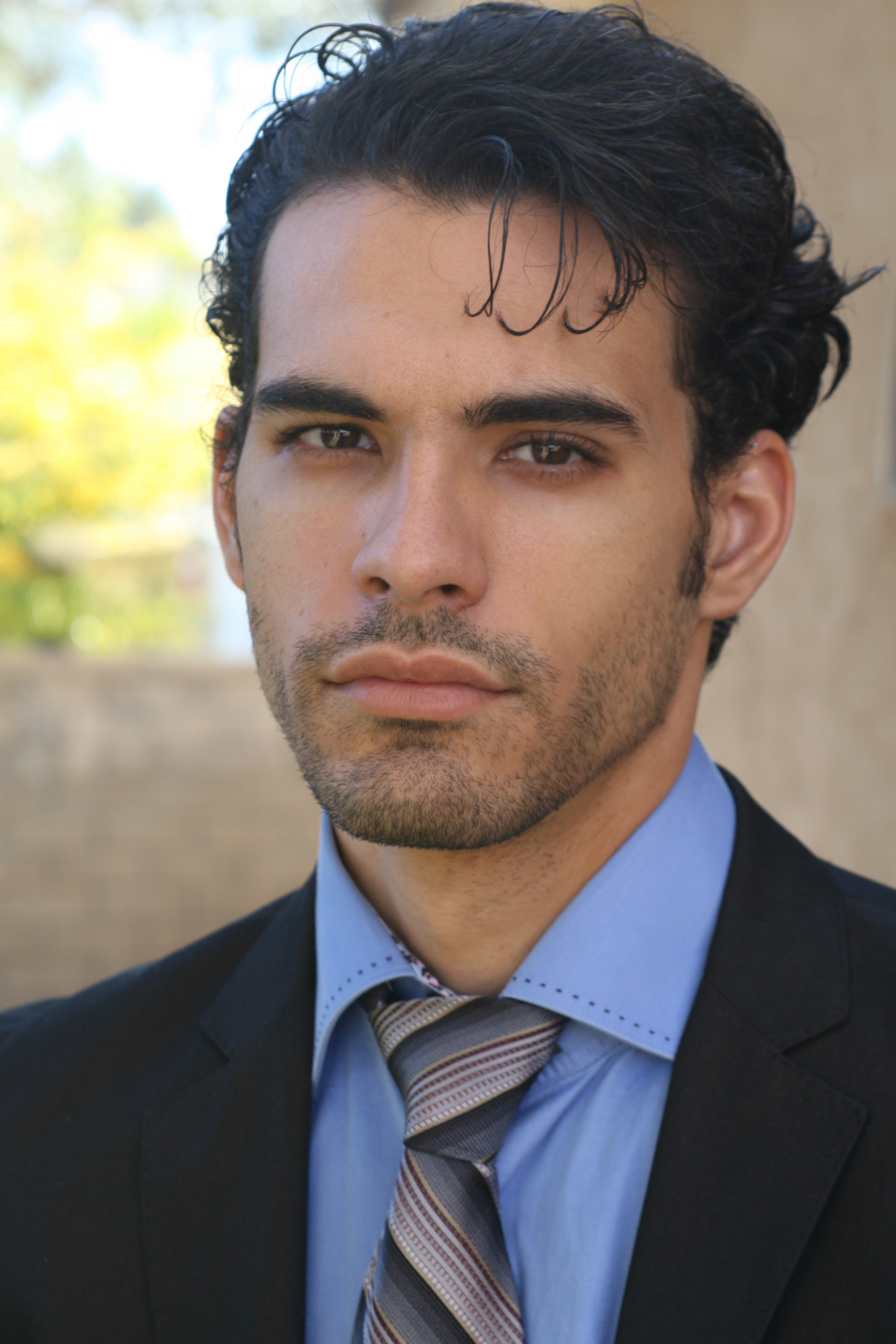
جيوفاني جوبرادي ، ممثل
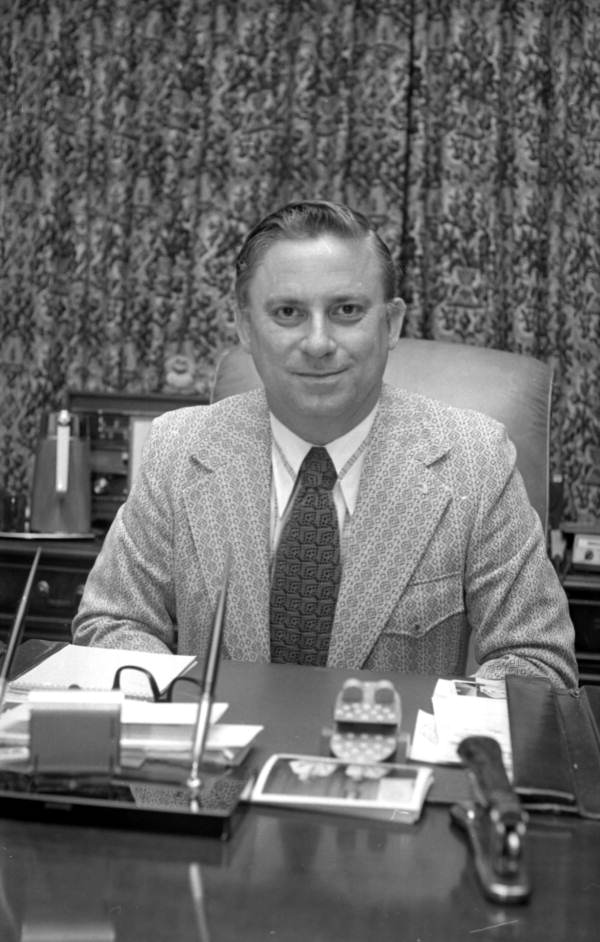
لوي إل وينرايت ، السكرتير السابق لقسم الإصلاحيات في فلوريدا ، والمعروف بأنه المدعى عليه في قضيتين أساسيتين أمام المحكمة العليا الأمريكية
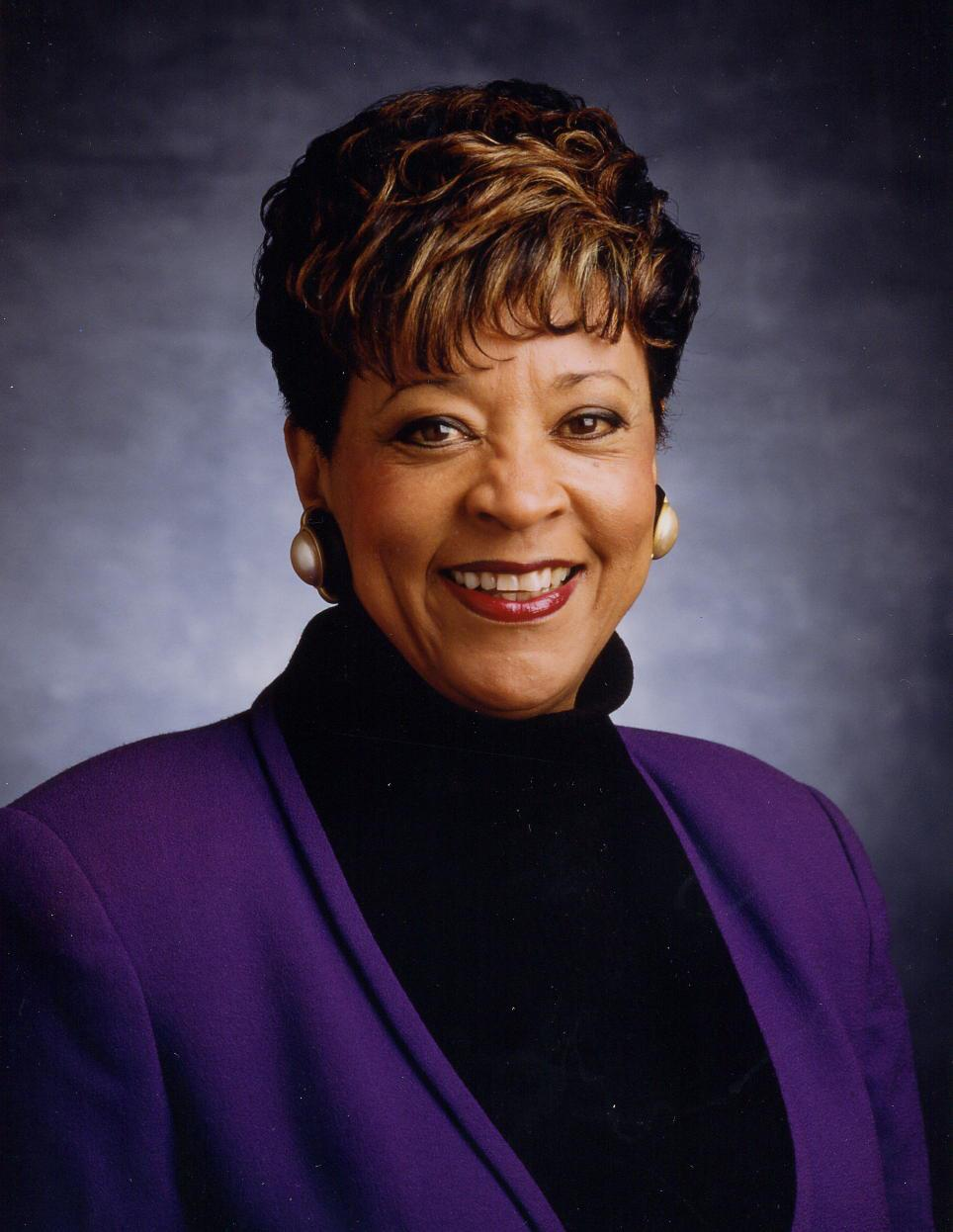
كارول وارد ألين ، سياسية وأستاذة

## بحث
تم تصنيف جامعة نوفا الجنوبية الشرقية ضمن «R2: جامعات الدكتوراه - نشاط بحثي عالي». تجري الجامعة بحثًا عن تأثير أسماك القرش على صحة المحيط.

## صالة عرض

مكتبة ألفين شيرمانمكتبة ألفين شيرمان
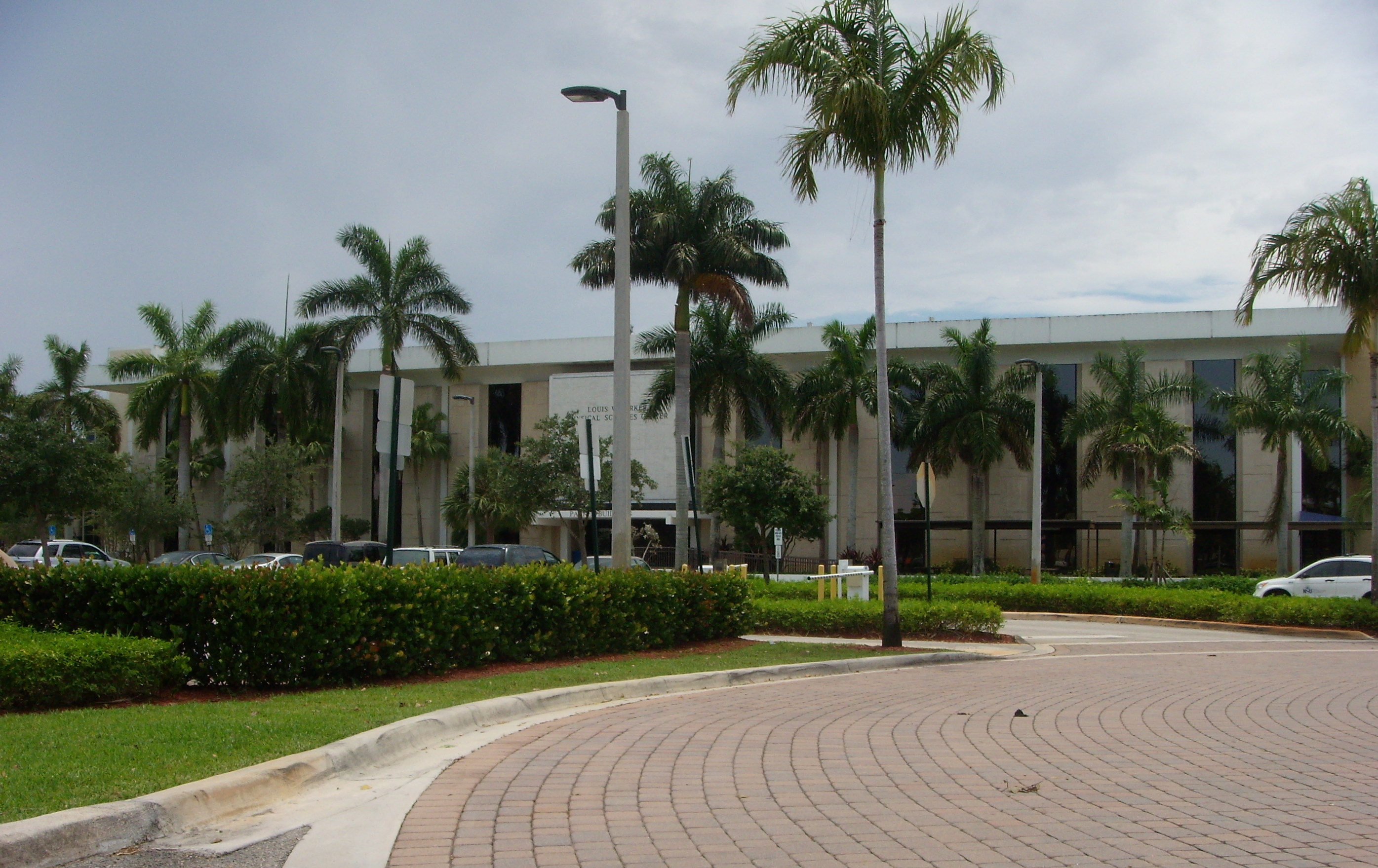
مبنى باركر للعلوم الفيزيائية
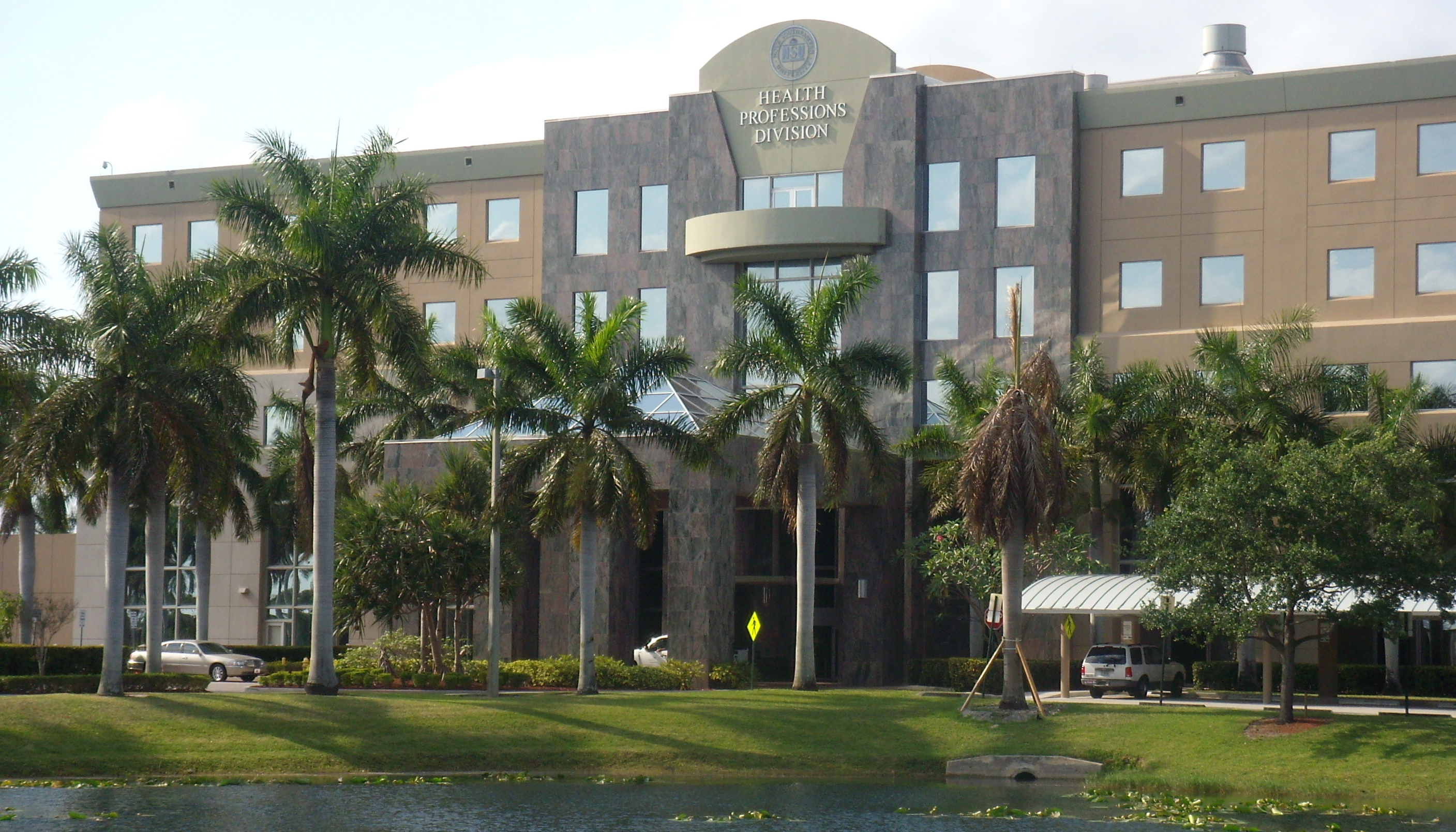
Terry Building - إدارة جميع أقسام المهن الصحية
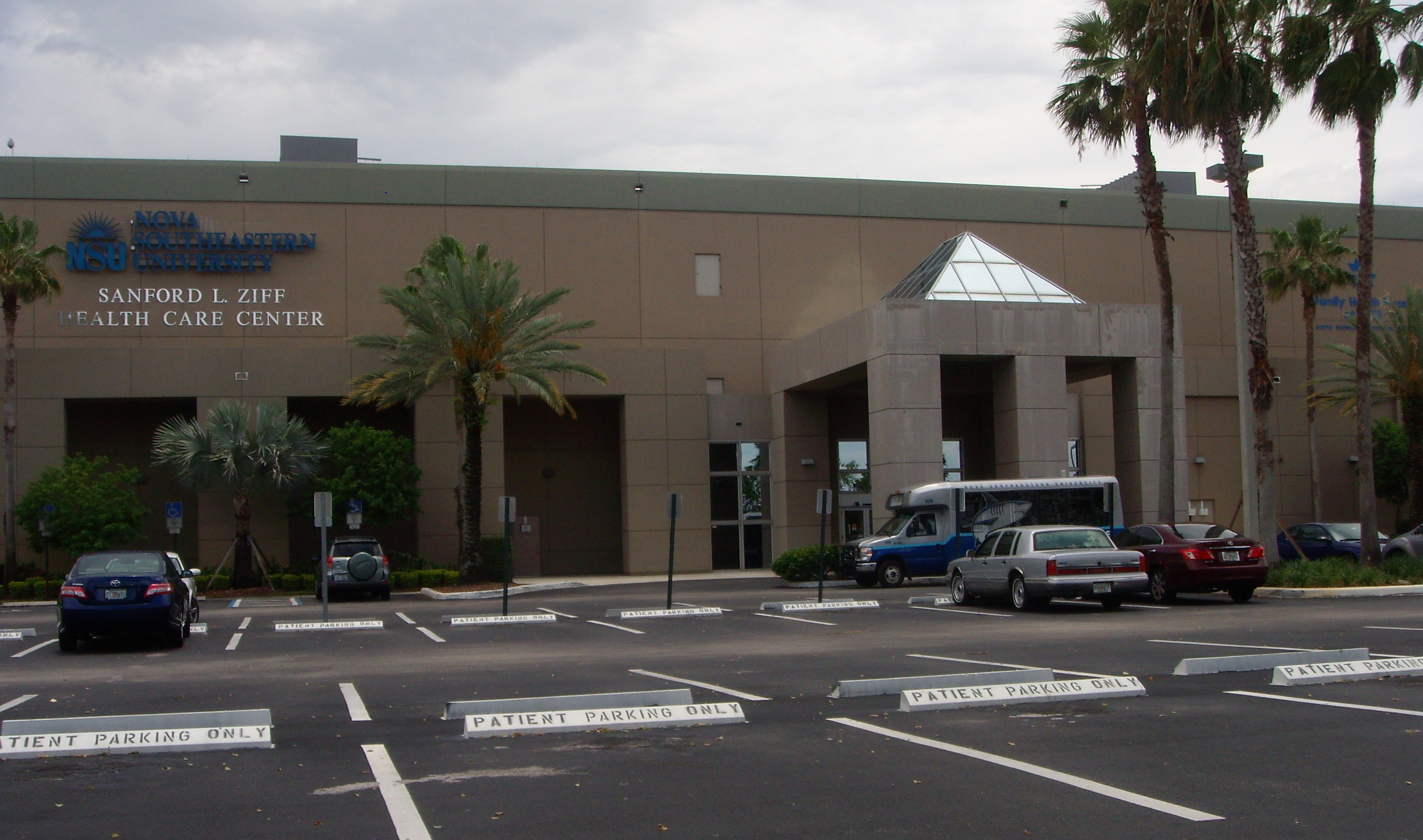
سانفورد زيف
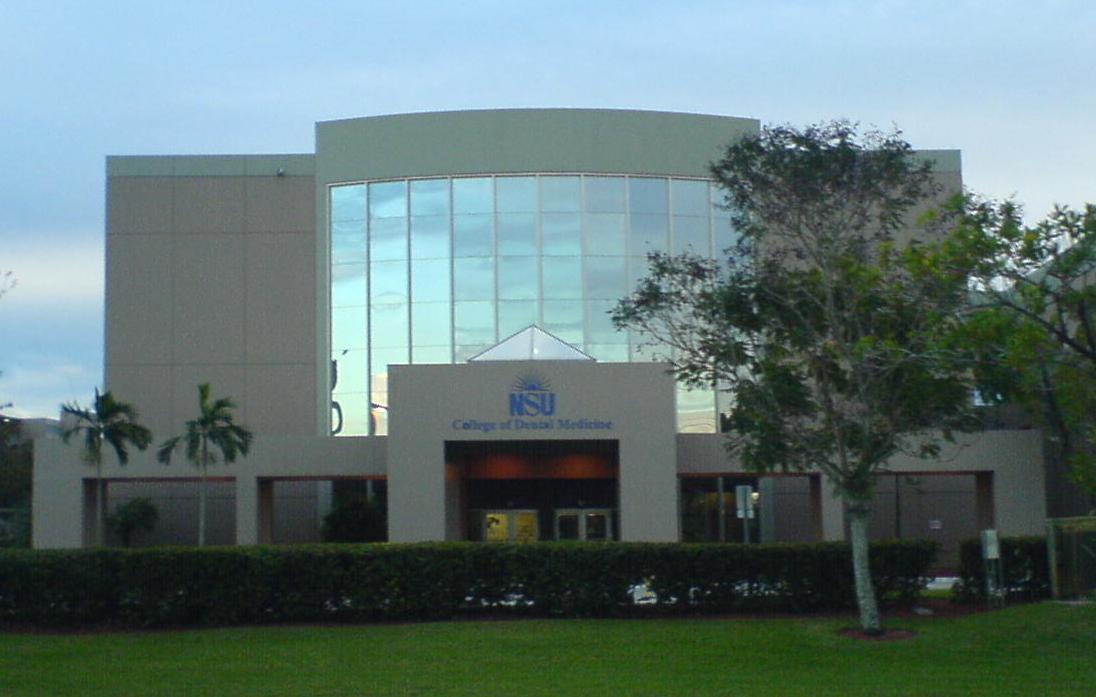
مبنى كلية طب الأسنان
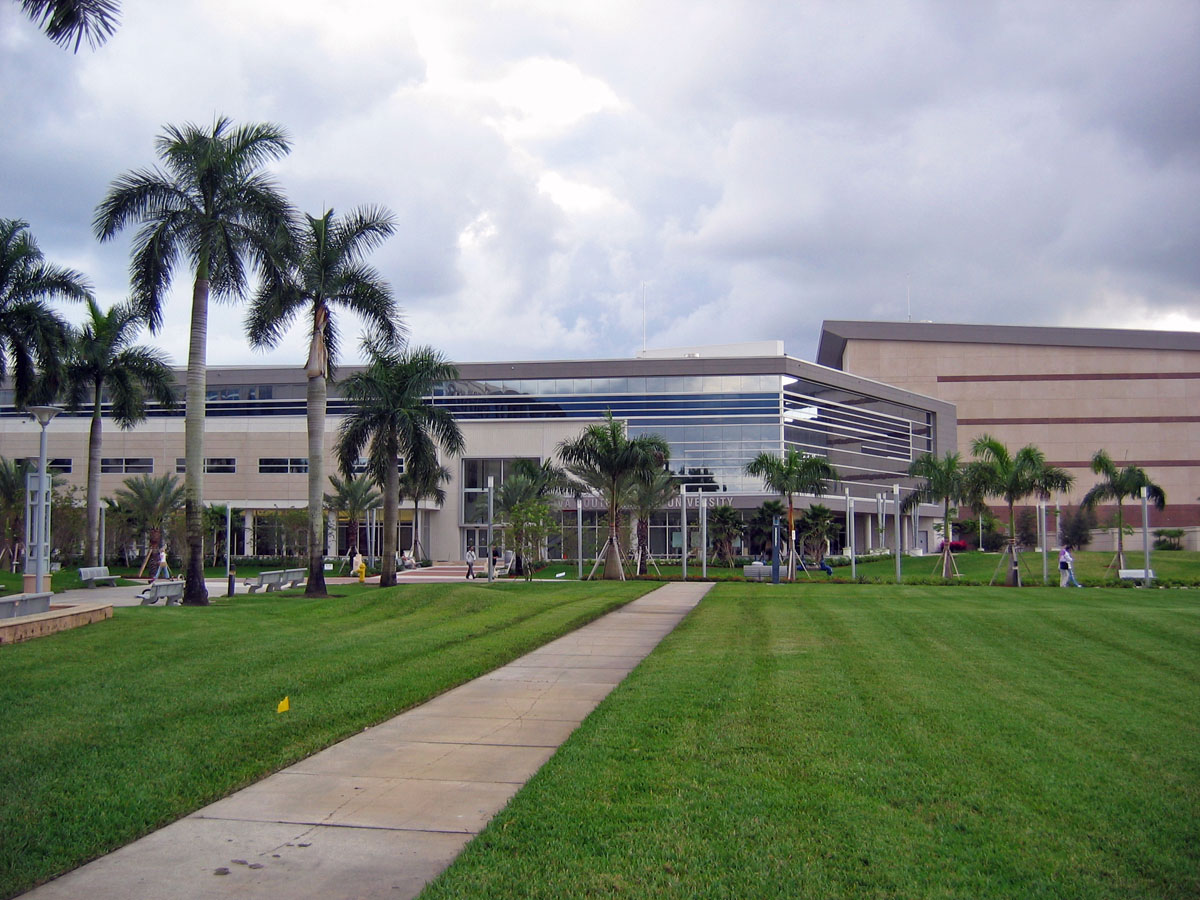
الفنون المسرحية والبصرية في مركز جامعة دون تافت
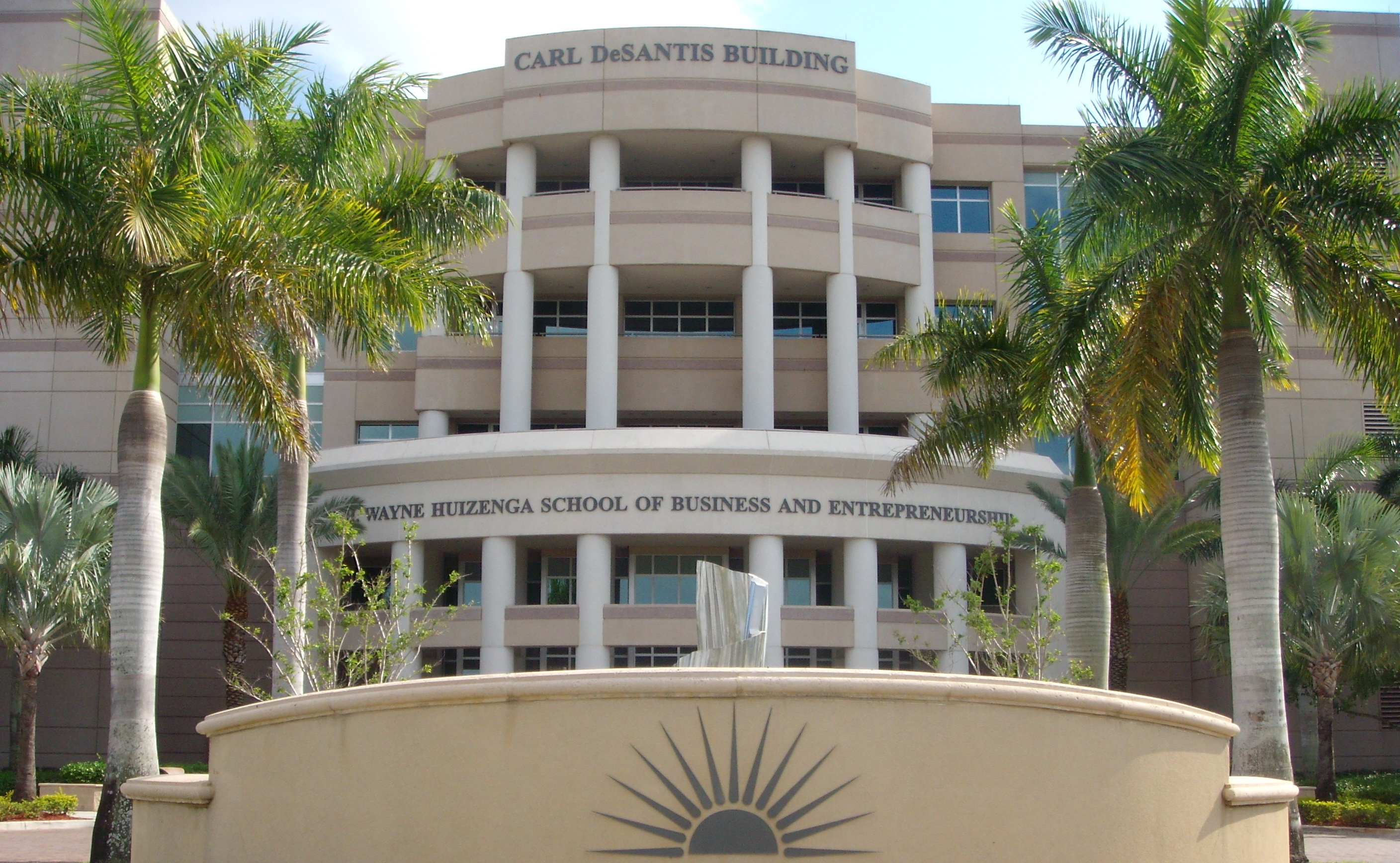
مبنى Carl DeSantis
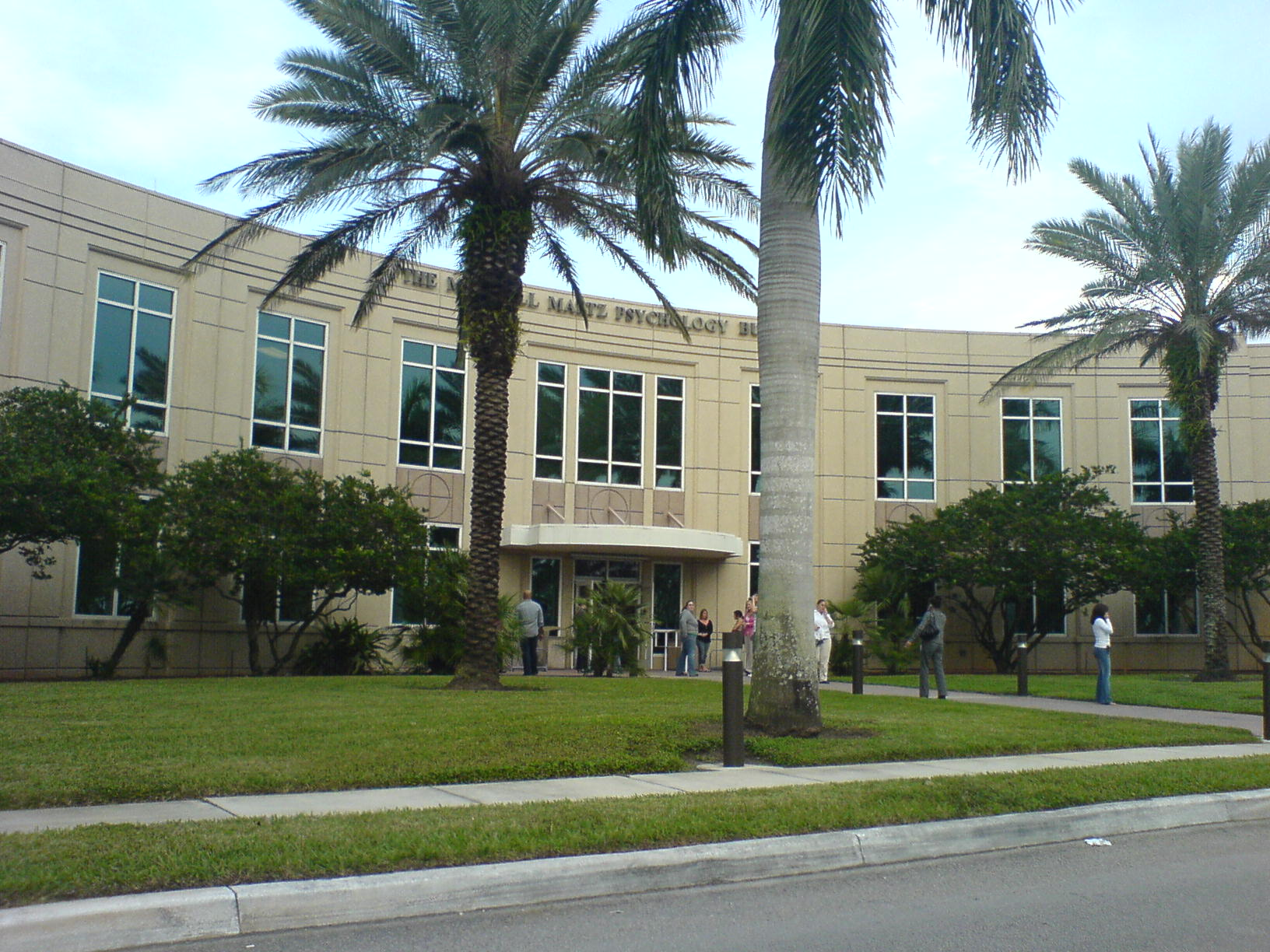
مبنى ماكسويل مالتز
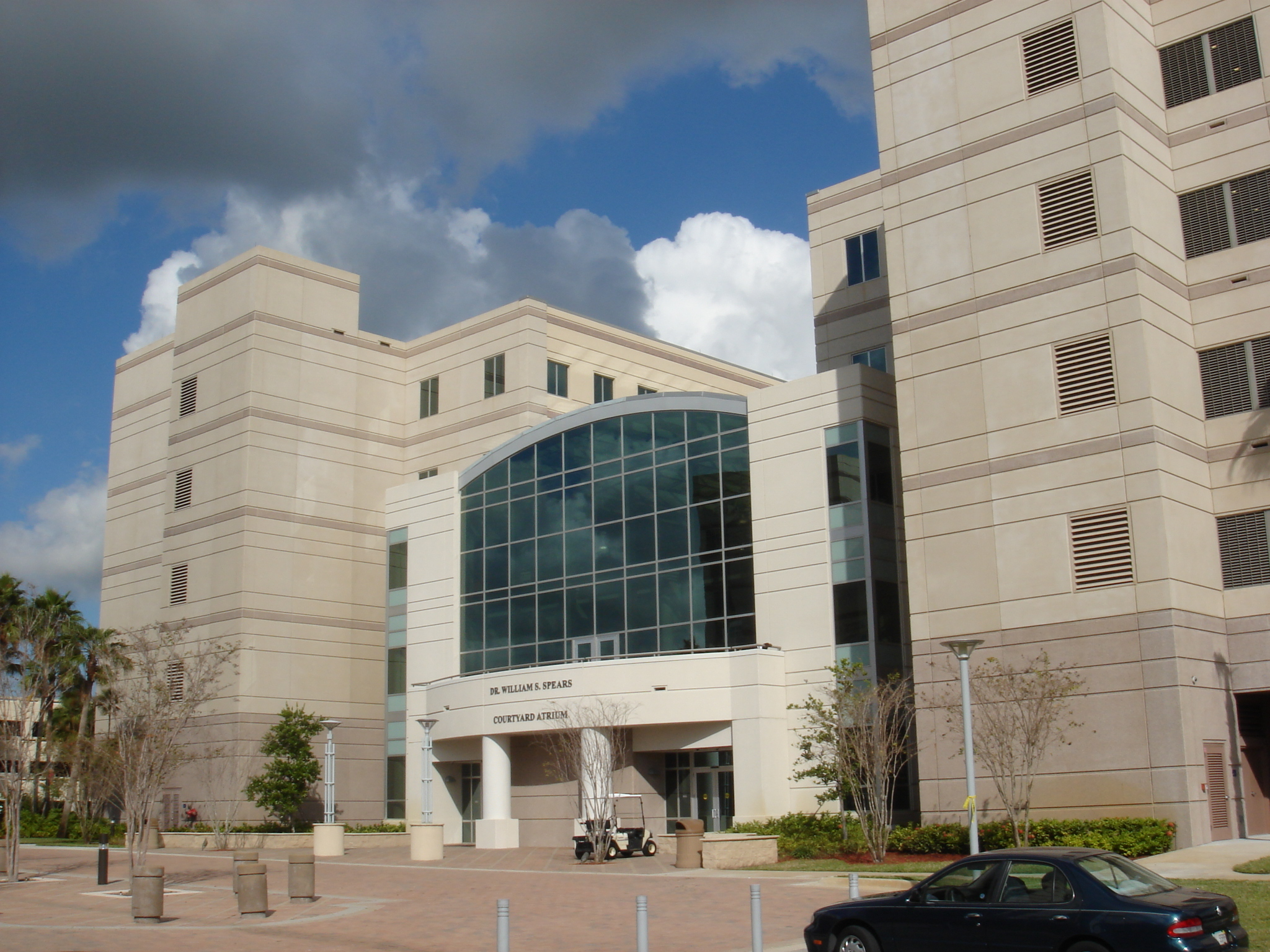
أتريوم الدكتور ويليام سبيرز
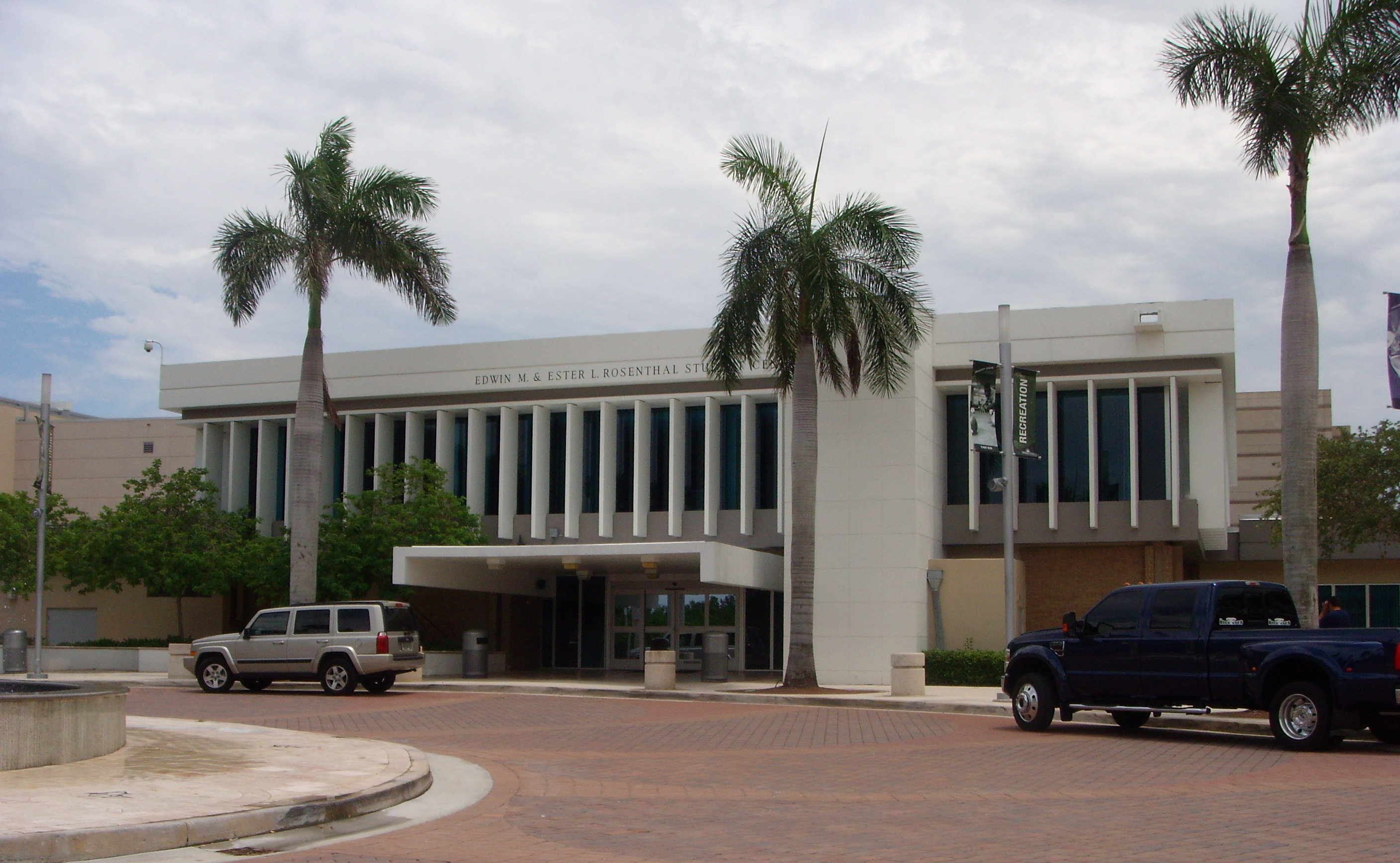
مركز روزنتال الطلاب
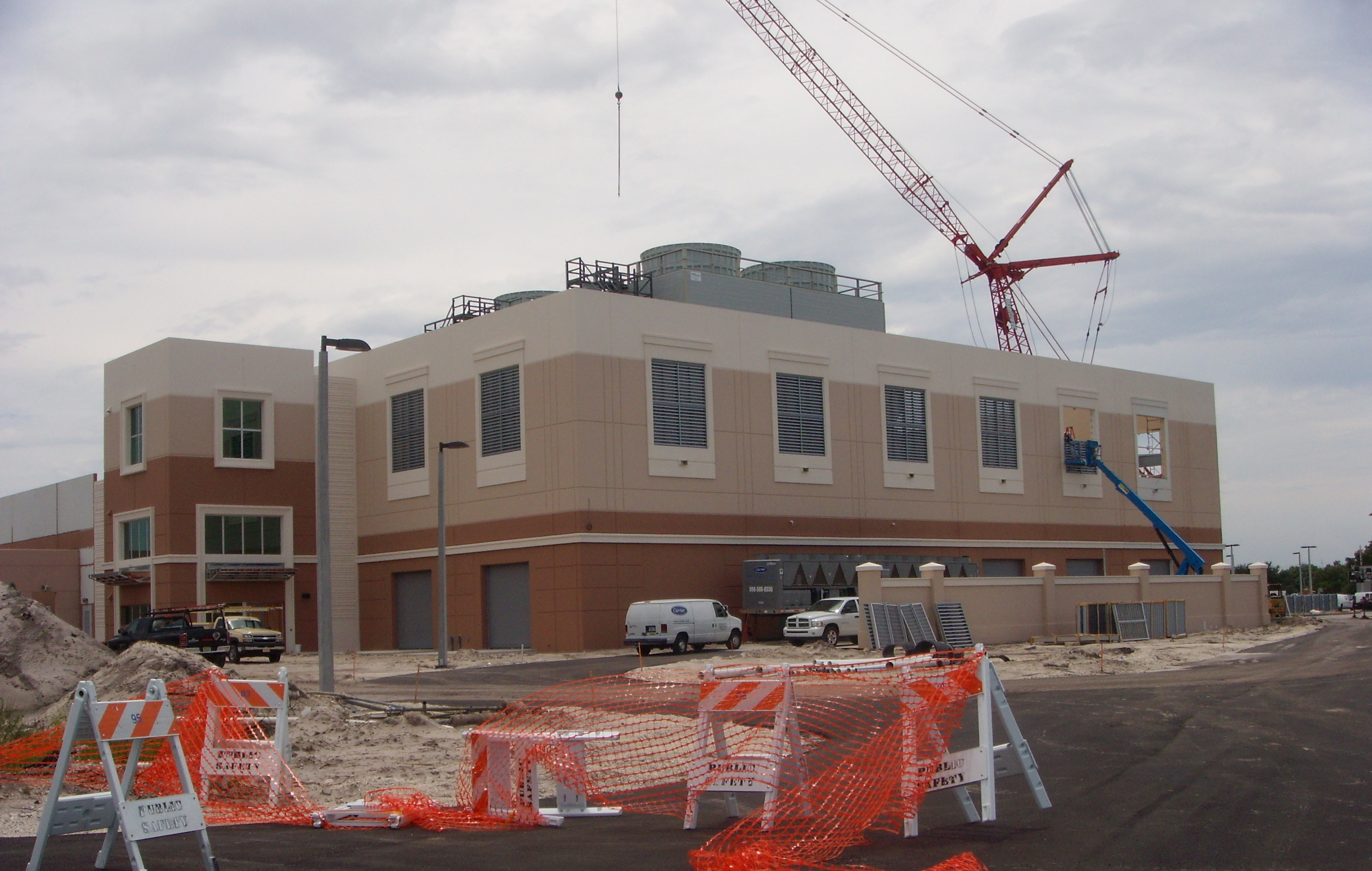
مرافق المصنع المادية
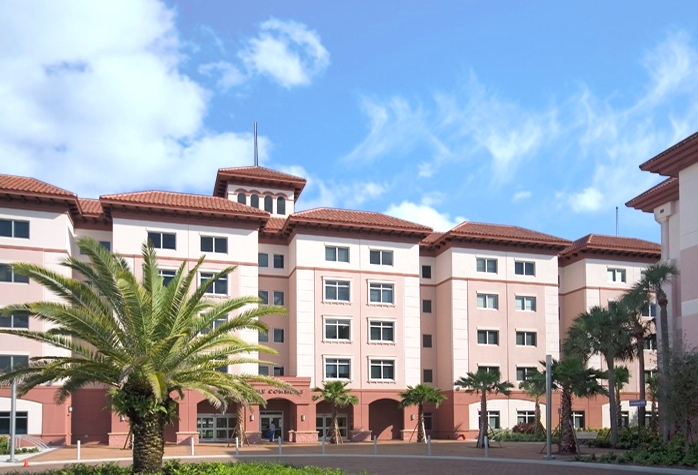
[en→ar]The Commons undergraduate housing
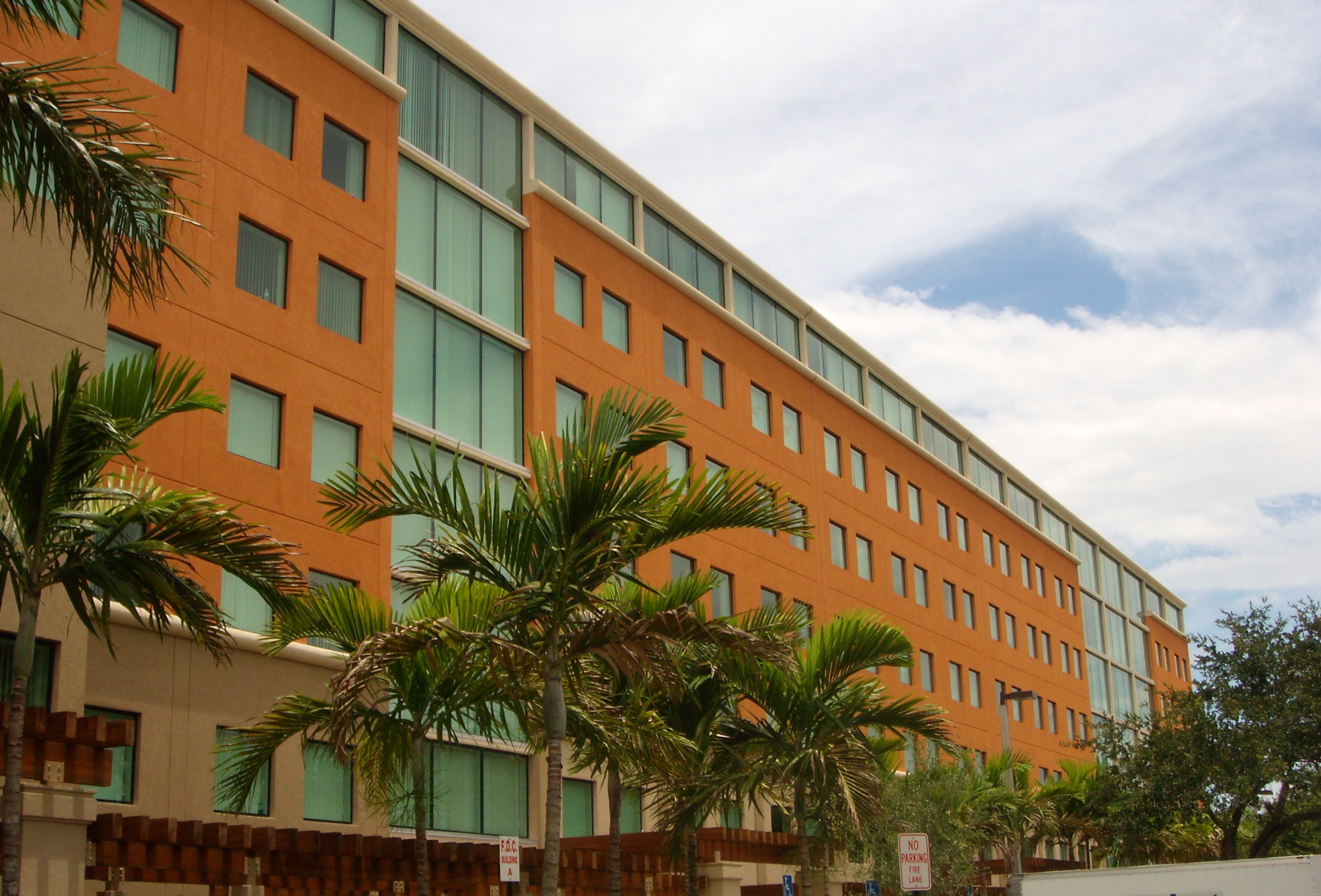
[en→ar]Rolling Hills - graduate housing
[en→ar]Former Miami Dolphins Training Facility on NSU's main campus.
[en→ar]Rose and Alfred Miniaci Performing Arts Center[en→ar]Rose and Alfred Miniaci Performing Arts Center
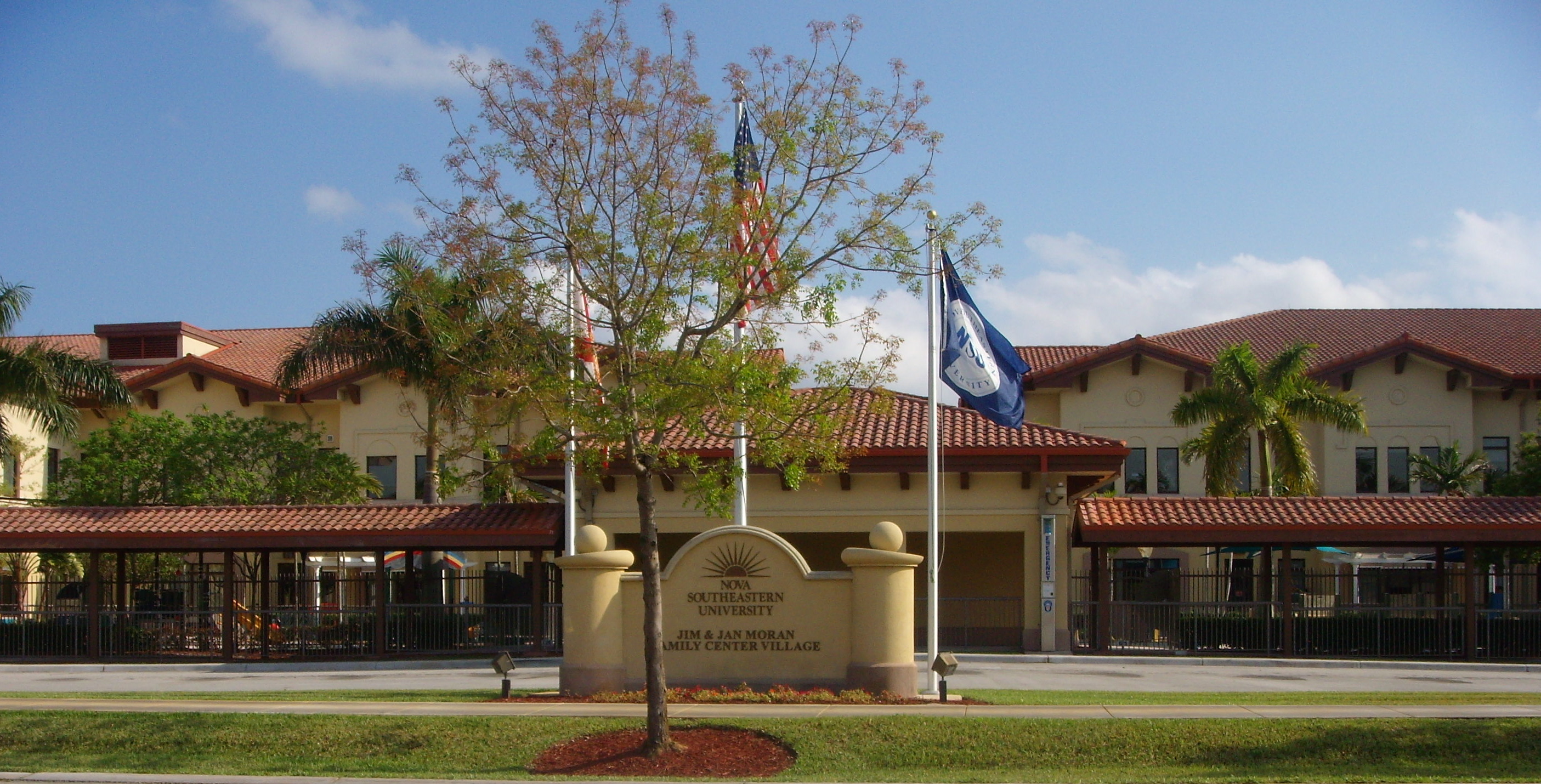
[en→ar]Jim & Jan Moran Family Center.